# Produkcja seryjna samolotu F-16

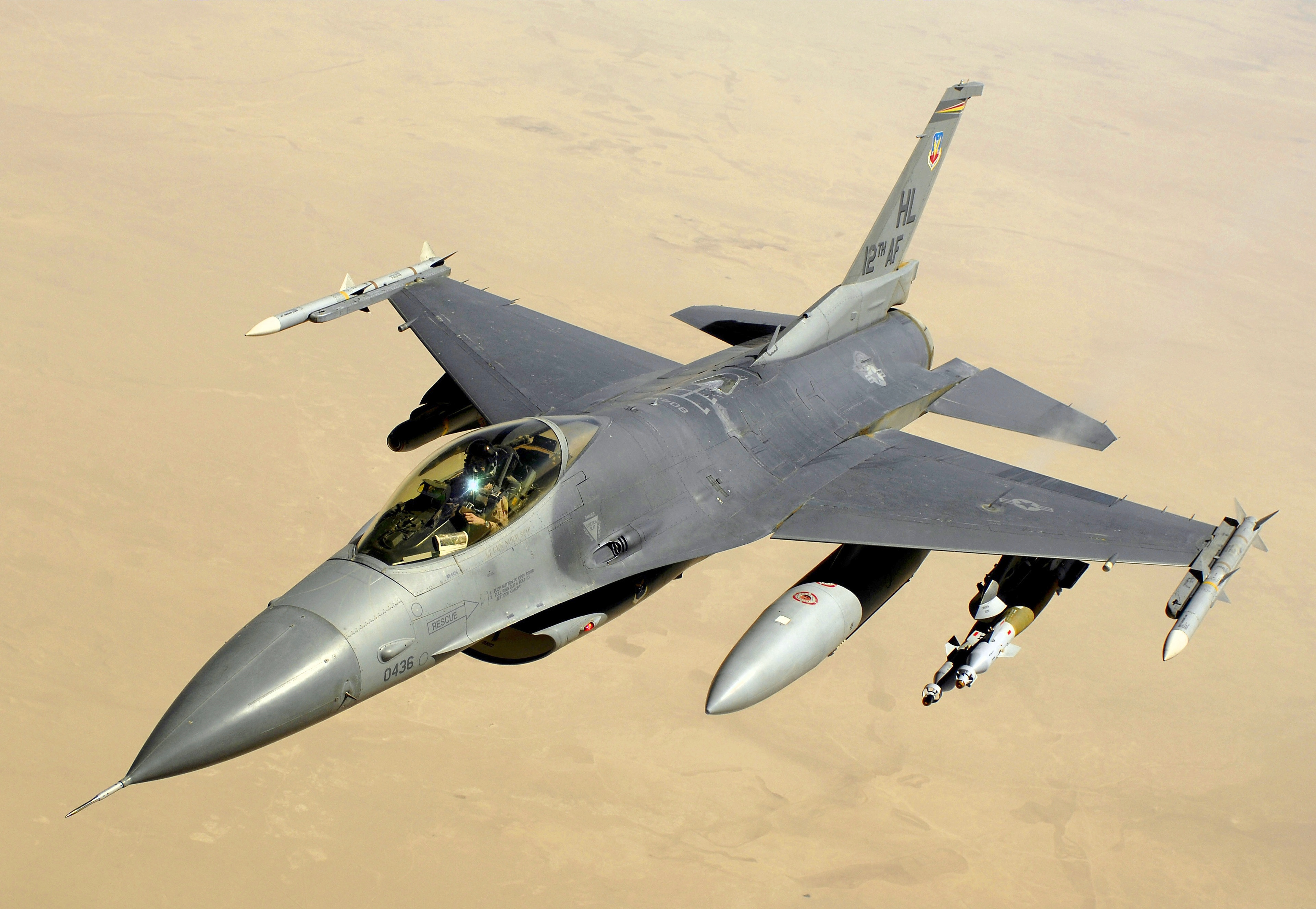
F-16 Fighting Falcon nad Irakiem, 2008

General Dynamics F-16 Fighting Falcon – samolot wielozadaniowy zbudowany przez amerykańską wytwórnię General Dynamics, która obecnie jest częścią koncernu zbrojeniowego Lockheed Martin. Produkowany od drugiej połowy lat 70. do chwili obecnej F-16, jest użytkowany przez siły powietrzne 25 krajów, w tym Polski (pierwsze dostawy miały miejsce 8 listopada 2006 roku). Do końca 2003 wyprodukowano 4129 egzemplarzy.

## F-16A i B Block 1
Był to pierwszy wariant produkcyjny samolotu, o opisanych już wcześniej możliwościach bojowych i wyposażeniu. Dodatkową cechą identyfikacyjną tych samolotów było zastosowanie dielektrycznej osłony stacji radiolokacyjnej w kolorze czarnym, co jak się później okazało demaskowało samolot na tle nieba, dlatego od Block 10 zastąpiono ją osłoną w kolorze szarym. Osłona ta nie mogła być malowana, dlatego jej fabryczne wykonanie determinowało jej kolor, dopóki nie została wymieniona na nową.
Jedyną zmianą w stosunku do ostatnich F-16A/B FSD było zastosowanie standardowego fotela katapultowego USAF ACES II (Advanced Concept Ejection Seat). Zmiany tej dokonano na żądanie USAF, bez konsultowania się z europejskimi partnerami, co początkowo wywołało pewien konflikt. Później jednak, gdy użytkownicy odkryli zalety nowego fotela (przede wszystkim – duża wygoda pilota, szczególnie ważna w czasie długotrwałych lotów), z zadowoleniem przyjęto ACES II.
Pierwszy seryjny F-16A Block 1 (78-0001) został wykonany w Fort Worth i oblatany 7 sierpnia 1978 r. Samolot ten przez pewien czas posłużył do testów fabrycznych, po czym 6 stycznia 1979 r. przekazano go USAF. Do końca 1978 r. w Fort Worth zbudowano jeszcze 4 F-16A/B. Pierwszy seryjny F-16B oblatano 6 października 1978 r.
W lutym 1978 r. rozpoczął się montaż samolotu F-16A/B w Belgii w zakładach SABCA w Gosselies. W kwietniu otwarto też linię montażową w zakładach Fokker, w Schiphol w Holandii. Oba zakłady dokonywały końcowego montażu, faktycznie zaś w produkcji F-16 uczestniczyło wiele kooperujących zakładów w Stanach Zjednoczonych i w Europie. Dla samolotów europejskich tylną część kadłuba wykonywały belgijskie zakłady SONACA (dawny Fairey SA). Zakłady SABCA wykonywały segment skrzydła (bez klap i końcowych paneli na krawędzi spływu) oraz montaż całego skrzydła. Klapy przednie, tylne (klapolotki) i panele zewnętrzne krawędzi spływu produkował Fokker. Statecznik pionowy oraz belki na podwieszanie uzbrojenia produkowała duńska firma Per Udsen. Przednią i środkową część kadłuba wykonywał Fokker. Stateczniki pionowe oraz stery kierunku wytwarzano natomiast w Fabrique Nationale w Belgii. Niektóre elementy do belgijskich samolotów były natomiast produkowane w Fort Worth.

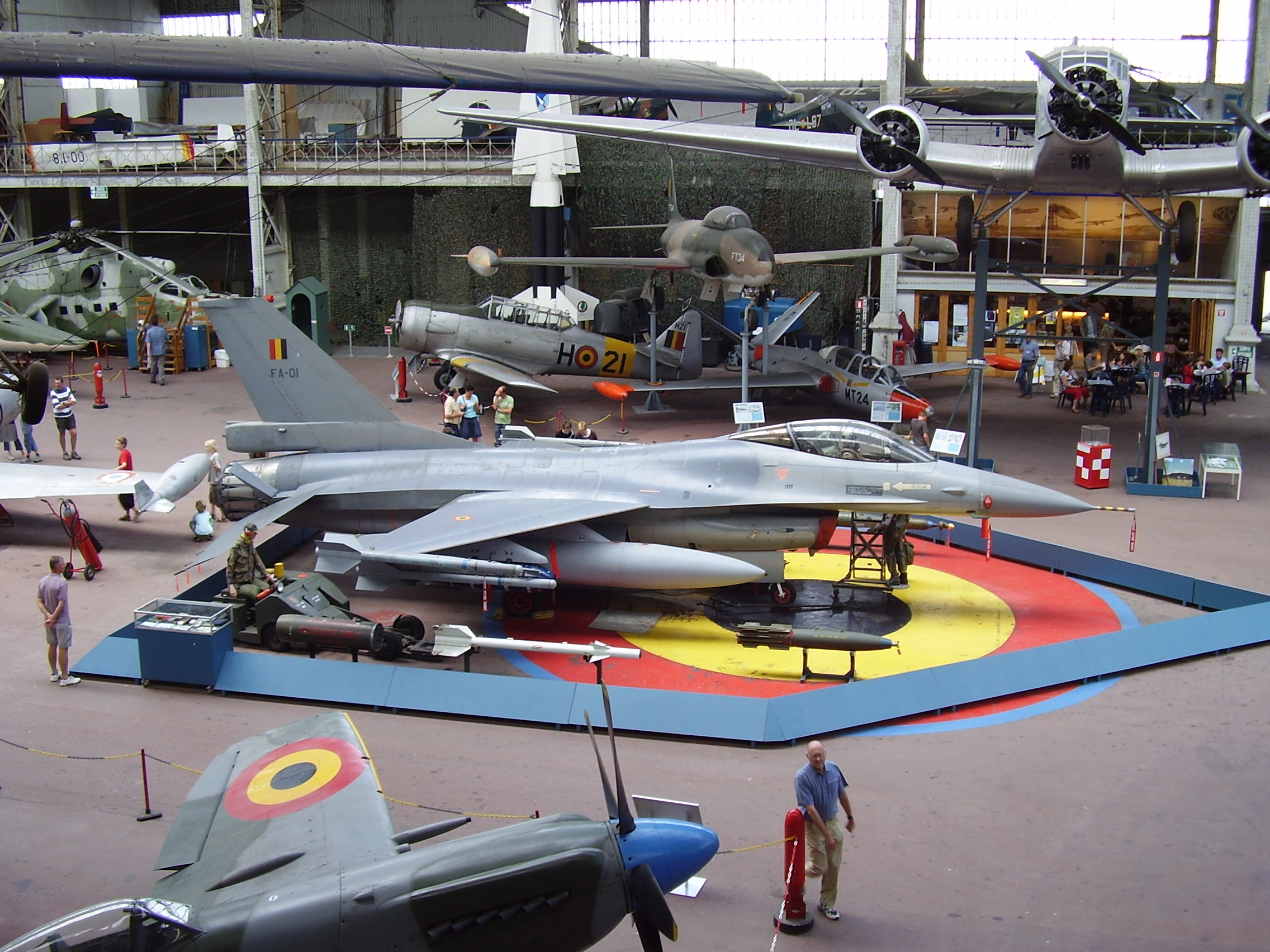
Pierwszy belgijski F-16 jako egzemplarz muzealny

Różne inne elementy płatowca i wyposażenia wytwarzały też inne firmy europejskie. Holenderski DAF produkował podwozie (lotnictwo), a norweska firma Raufoss koła i ogumienie. Licencyjne silniki F100-PW-200 (a później też -220) powstawały w belgijskiej Fabrique Nationale. Moduły sprężarki do silników wytwarzano w Norwegii, w firmie Kongsberg, a siłowniki sterowania dyszą w Phillips, w Holandii. Radiolokatory AN/APG-66 produkowała belgijska firma MBLE, anteny do radiolokatorów – holenderska Signaal, a wskaźniki przezierne brytyjska GEC Marconi i holenderska Oldelft. Duński LK-NES wytwarzał komputer systemu kierowania ogniem, a również duński Nea Linberg – wyświetlacze HDD do kabiny. Kongsberg produkował natomiast bezwładnościowe układy nawigacyjne. To jedynie podstawowe firmy, łącznie w produkcji F-16 uczestniczyło ponad 3000 firm w Europie i w Stanach Zjednoczonych.
Rozliczenia za produkowane samoloty było dość skomplikowane. Za każdy wyprodukowany w Europie samolot wytwórnie SABCA i Fokker musiały zapłacić Amerykanom po 471 000 USD, co stanowiło ok. 13% ceny samolotu (6,01 mln, początkowy Fly-Away cost). Jednocześnie jednak na każdy wyprodukowany w USA F-16A/B, a później też C/D firmy europejskie otrzymywały 10% offset (jeśli był on przeznaczony dla USAF) lub 15% (jeśli był przeznaczony na eksport). Wspomniany offset był nie w pełni opłacalny dla General Dynamics, gdyż części wytwarzane w Stanach Zjednoczonych były tańsze, ale rekompensowano to z nadwyżką zyskiem z opłaty za licencję. Ogólnie była to korzystna umowa dla wszystkich stron, choć stwarzała znaczne kłopoty związane z zarządzaniem produkcją prowadzoną w tak odległych miejscach. Dla każdego 1000 samolotów F-16 przez Atlantyk trzeba było przewieźć łącznie w obu kierunkach ok. 9000 ton (ponad 3000 różnych typów części i podzespołów). Kooperacja z firmami europejskimi trwała do końca lat 80. Od tego momentu produkcja w Europie stopniowo wygasała, a umowa kooperacyna została już w pełni zrealizowana. Kolejne F-16 produkowano już w Fort Worth z wykorzystaniem lokalnie budowanych części.
Pierwsze samoloty w Europie zostały oblatane jeszcze w 1978 r. Jako pierwszy został oblatany 31 października F-16A Block 1 w zakładach SABCA. Był to samolot zmontowany w większości z części dostarczonych z USA (produkcja w Europie ruszała powoli). Był to jeden z trzech samolotów zbudowanych przez SABCA dla USAF (część umowy offsetowej). Natomiast pierwszy F-16 (konkretnie F-16B 78-0162, FB-01) przeznaczony dla Belgijskich Sił Powietrznych został zbudowany przez SABCA w grudniu. 11 grudnia 1978 r. oblatali go Serge Martin (pilot fabryczny SABCA) i Neil Anderson. 26 stycznia 1979 r. trafił do belgijskiego lotnictwa.
Pierwszy holenderski F-16 Block 1 (F-16B, 78-0259, J-259) został natomiast oblatany 3 maja 1979 r. przez pilota fabrycznego fokkera Henka Temmena. 6 czerwca 1979 r. samolot ten przekazano Królewskim Holenderskim Siłom Powietrznym.
Norwegia otrzymała pierwszego F-16 15 stycznia 1980 r. (wyprodukowany przez Fokker, a Dania 18 stycznia 1980 r. (wyprodukowany przez SABCA). Dalsza produkcja wszystkich samolotów dla Norwegii była prowadzona przez Fokker, a dla Danii – przez SABCA.
Samoloty norweskie różniły się od pozostałych zastosowaniem spadochronu hamującego. Wiązało się to z częstym oblodzeniem pasów startowych w surowym norweskim klimacie. Spadochron umieszczono w przedłużonej do tyłu owiewce u podstawy statecznika pionowego. Później, już w toku produkcji Block 15 spadochrony hamujące wprowadzono też na samolotach belgijskich, a wszystkie wcześniej wyprodukowane samoloty zostały odpowiednio zmodyfikowane.
Łącznie w ramach Block 1 zbudowano 21 samolotów F-16A dla USAF, 17 dla Belgii, 12 dla Holandii i po 3 dla Danii i Norwegii (razem 56). W ramach Block 1 zbudowano też 22 F-16B dla USAF, po 6 F-16B dla Belgii i Holandii i po 2 F-16B dla Danii i Norwegii (razem 38). Niemal wszystkie amerykańskie F-16A/B Block 1 trafiły do 388. Taktycznego Skrzydła Myśliwskiego w Hill, które początkowo prowadziło końcową fazę prób eksploatacyjnych, a następnie zostało zaangażowane w przeszkolenie pilotów i personelu technicznego na ten typ, zarówno amerykańskich, jak i europejskich.
W latach 1981–82 samoloty F-16A Block 1 i Block 5 poddano modyfikacji Pacer Loft I, w ramach której wszystkie pozostałe w służbie samoloty doprowadzono do standardu Block 10. W latach 1984–85 natomiast większość tych samolotów przeszła modyfikację Pacer Loft II, w ramach której zainstalowano na nich powiększone usterzenie poziome, pochodzące z samolotów Block 15.
Spośród amerykańskich samolotów pięć F-16A Block 1 uległo zniszczeniu, pierwszy 10 stycznia 1979 r. na poligonie w Nevadzie. Trzy w 1993 r. trafiły do Izraela, a pozostałe w 1994 r. zostały zmagazynowane w AMARC, w Davis Montnan w Arizonie. Spośród F-16B rozbiły się co najmniej dwa (pierwszy 9 sierpnia 1979 r. w Hill), dwa kolejne przekazano do Izraela w latach 1993–94, a pozostałe zostały w latach 1994–97 zgromadzone w AMARC. Z belgijskich F-16A Block 1 rozbiło się osiem, pierwszy 28 lipca 1980 r. w Buzet. Pozostałe wycofano z eksploatacji w maju 1994 r. i zmagazynowano w Weelde. Z belgijskich samolotów F-16B rozbiło się przypuszczalnie aż 5 (choć autorom znana jest jedna awaria z 13 lipca 1989 r.), a do Weelde trafił 1. Z trzech duńskich F-16A Block 1 rozbił się jeden (5 kwietnia 1983 r.), pozostałe są nadal używane. Do dziś latają też oba duńskie F-16B Block 1. Z holenderskich F-16A Block rozbiły się co najmniej dwa (pierwszy 10 marca 1980 r.), pozostałe zostały w połowie lat 90. wycofane i zmagazynowane. Podobnie stało się z F-16B Block 1, na pewno rozbił się jeden z nich (21 grudnia 1993 r. w czasie lądowania w Leeuwarden), pozostałe zmagazynowano. Prawdopodobnie nadal w eksploatacji pozostają też cztery z oryginalnych pięciu norweskich maszyn Block 1 (jeden F-16B rozbił się 13 listopada 1984 w Rygge).
Główną przyczyną awarii pierwszych F-16A/B były przypadki pompażu silników F100-PW-200. Problem ten został definitywnie rozwiązany dopiero w momencie wprowadzenia w latach 90. zmodernizowanych silników F100-PW-220E, powstałych z przebudowy oryginalnych F100-PW-200 do standardu – 220. Przebudowa ta dotyczyła jednak niewielu maszyn Block 1, większość z nich latała natomiast z ograniczeniami eksploatacyjnymi, nałożonymi dla uniknięcia pompażu. Drugą przyczyną wypadków były natomiast błędy pilotów, głównie spowodowane wysokimi przeciążeniami w czasie manewrów, a także w czasie atakowania celów na poligonach lotniczych (jest to normalna przyczyna wypadków w lotnictwie na całym świecie).

## F-16A i F-16B Block 5
Kolejna seria samolotów, której produkcję podjęto w październiku 1979 r. niemal jednocześnie w USA i w Europie, niemal nie różniła się od pierwszej. Pierwszy seryjny F-16A Block 5 został oblatany 17 września 1979 r. Najbardziej widoczną zmianą było zastosowanie szarych osłon anten stacji radiolokacyjnych i urządzeń ostrzegających przed opromieniowaniem radiolokacyjnym. Zmiana ta przyczyniła się do lepszego wizualnego maskowania samolotu. Dokonano też drobnych zmian w wyposażeniu, ale ogólnie zmiany te nie wpłynęły na opisane możliwości bojowe.
W 1979 r. do dotychczasowych czterech zagranicznych użytkowników F-16A/B doszedł piąty – Izrael, który zakupił łącznie 75 fabrycznie nowych samolotów tej wersji. Dostawy dla Izraela w ramach Block 5 objęły 18 F-16A i 8 F-16B (razem 26). USAF otrzymał natomiast 46 F-16A i 27 F-16B Block 5, wszystkie wyprodukowane w Fort Worth. Dla Belgii wyprodukowano 8 F-16A i 4 F-16B, zaś 12 kolejnych F-16A i 3 F-16B wyprodukowane w SABCA odebrała Dania. Fokker zbudował 24 samoloty F-16A Block 5, z czego 14 dla Holandii i 10 dla Norwegii. W zakładach tych powstały też 4 F-16B Block 5, po dwa dla Holandii i Norwegii. Łącznie powstało więc 108 F-16A i 46 F-16B Block 5.
Modyfikacje Pacer Loft I i II objęły też pozostające w służbie samoloty Block 5. W latach 1981–1984|84 zostały one doprowadzone do standardu Block 10, a niektóre otrzymały też powiększone usterzenie z Block 15.
Podobnie jak w przypadku Block 1, także i samoloty Block 5 zostały już w większości wycofane z eksploatacji, amerykańskie trafiły w latach 1994–95 do AMARC, podobnie jak holenderskie i belgijskie, które zostały zmagazynowane w połowie lat 90. w macierzystych krajach.

## F-16A i F-16B Block 10
Samoloty F-16A/B Block 10 wytwarzano w latach 1980–81, równolegle w USA i w Europie. Pierwszy seryjny F-16A Block 10 oblatano w USA 1 października 1980 r. Zastosowane na nich zmiany nie były wielkie i dotyczyły głównie elementów wyposażenia pokładowego. Zmiany dotyczyły natomiast organizacji produkcji, samoloty podzielono bowiem na „podbloki”, wyróżniane literą dodaną do numeracji „Block” (np. Block 10B). W przeciwieństwie do kilku późniejszych przypadków na Block 10 nie występowały żadne różnice w poszczególnych „podblokach”. Podział wynikał raczej z przyczyn administracyjnych – bowiem na poszczególne podbloki zawierano oddzielne kontrakty. W tym czasie wzrosła bowiem cena samolotu, do ok. 10,2 mln USD. Wynikało to bardziej z inflacji, niż z dokonanych modernizacji.
Łącznie zbudowano 188 F-16A i 25 F-16B Block 10 dla USAF, 30 F-16A i 2 F-16B Block 10 dla Belgii, 15 F-16A i 3 F-16B Block 10 dla Danii, 20 F-16A i 5 F-16B Block 10 dla Holandii, 15 F-16A i 3 F-16B Block 10 dla Norwegii i 49 F-16A Block 10 dla Izraela. Razem dało to 317 F-16A i 38 F-16B.

## F-16A i F-16B Block 10 CAS
Około 1986 r. 24 samoloty F-16A/B Block 10 ze 138. Dywizjonu Myśliwskiego 174. Skrzydła Myśliwskiego Gwardii Narodowej stanu Nowy Jork zostało zmodyfikowanych do wersji CAS – Close Air Support. Zmiana polegała na zamontowaniu na centralnym zaczepie podkadłubowym zasobnika General Electric GPU-5/A Pave Claw, zawierającym działko GAU-13/A. Była to czterolufowa odmiana 30 mm siedmiolufowego działka GAU-8 z samolotu A-10A. Szybkostrzelność działka wynosiła 2400 strz./min, a zapas amunicji – 353 naboje. Masa zasobnika – 846 kg.
Próby zasobnika prowadzono w 1985 r. Zasobnik był podwieszany na stałe, nie można go było zrzucać w locie. Samolot miał służyć do zwalczania celów pola walki, głównie przy pomocy działka podwieszanego. W 1991 r. jednostka wzięła udział w operacji Pustynna Burza, ale użycie działka nie było zadowalające, większość misji przeprowadzono z użyciem innego uzbrojenia. Wersja ta została wycofana z uzbrojenia w 1993 r., z chwilą przezbrojenia jednostki na F-16C/D Block 25.

## F-16A i F-16B Block 15
Samoloty wersji Block 15 były pierwszymi, powstałymi w ramach programu modernizacji MSIP I – Multistage Improvement Program – wielostopniowy program modernizacyjny. Program MSIP podjęto w wyniku usankcjonowania faktu, że F-16 jest w istocie częściej używany w roli samolotu uderzeniowego, niż jako myśliwiec. W związku z tym F-16A/B często latały z podwieszeniami zewnętrznymi o dużej masie, co powodowało przesunięcie środka ciężkości do przodu. W związku z tym stateczniki poziome musiały być na stałe wychylone w dół, by równoważyć przesunięcie środka ciężkości. Powodowało to niepotrzebny wzrost oporów, bowiem pilot nie odczuwał zmiany (F-16 ma automatyczny system trymerowania, potrzeba trymerowania ręcznego występuje niezwykle rzadko). W związku z tym, w ramach Engineering Change Proposal (ECP) 425 wprowadzono nowe, powiększone usterzenie poziome. Aby uniknąć ewentualnego uderzenia tylnych części usterzenia o ziemię w czasie rozbiegu/dobiegu, przy silnych wychyleniach statecznika i ewentualnych przechyłach, rogi usterzenia zostały ścięte pod pewnym kątem. Dzięki temu nowe usterzenie bardzo łatwo odróżnić od poprzednio stosowanego typu.

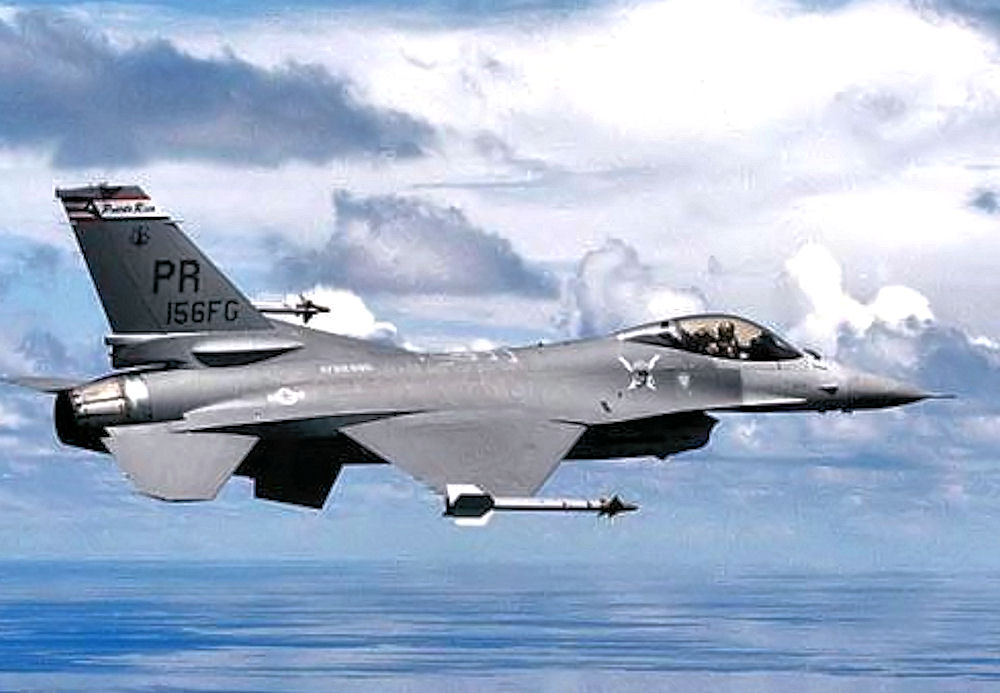
F-16A Block 15N

Jednocześnie jednak dokonano znacznych zmian technologicznych nowych stateczników, tak że ich masa nie wzrosła w stosunku do poprzednio stosowanych, mniejszych. Dźwigary ze stali tytanowej zastąpiono w nich większą liczbą dźwigarów duraluminiowych, zmieniono też wypełniacz ulowy, na wypełnienie o innym kształcie. Pokrycie usterzenia wykonano z kompozytu węglowo-epoksydowego.
Już w 1980 r. przewidziano zastosowanie nowych zasobników nawigacyjnych i celowniczych (opracowanych później LANTIRNów), dzięki czemu samolot mógł zwalczać cele naziemne także w nocy i przy ograniczonej widzialności. Dlatego od wersji Block 15 wloty powietrza do silnika zostały odpowiednio wzmocnione, co umożliwiało montowanie na nich dodatkowych zaczepów na wspomniane zasobniki (uchwyty „5L” i „5R”). I choć na „zwykłych” Block 15 LANTIRNów nigdy nie użyto, to zmiana ta przetrwała na linii produkcyjnej we wszystkich późniejszych wersjach, do momentu faktycznego zastosowania zasobników na wersji Block 40/42.
W przewidywaniu zastosowania uzbrojenia kierowanego (pocisków AIM-120 AMRAAM, AGM-65D Maverick, bomb kierowanych laserowo) od Block 15 montuje się na samolotach odpowiednie okablowanie, co zwiększyło masę samolotu o 90 kg. Jednocześnie do przyjęcia nowych elementów awionicznych unowocześniono węzeł energetyczny samolotu. W instalacji elektrycznej wprowadzono nowe generatory prądu przemiennego o mocy 60 kVA i zapasowy – 10 kVA, zastąpiły one dotychczas stosowane generatory o mniejszej mocy. I znów, choć na „zwykłych” Block 15 uzbrojenia takiego nie stosowano, to zmiana ta przyczyniła się do ułatwienia modernizacji samolotów Block 15 na wersje wyposażone w takie uzbrojenie (np. ADF czy MLU). Dało to wersji Block 15 odpowiedni potencjał modernizacyjny, istotnie wykorzystany w latach 90. Z tego powodu F-16A/B Block 15 przetrwały w uzbrojeniu do dziś (w znacznej większości), podczas gdy samoloty wcześniejszych serii niemal zupełnie już wycofano.
Pomimo częściowego dostosowania F-16A/B Block 15 do nowych typów uzbrojenia, żaden z nich nie pojawił się jeszcze na tej wersji, uzyskany potencjał miał być bowiem wykorzystany w przyszłości. Jedynym nowym uzbrojeniem Block 15 były pociski Penguin III, oznaczone w USA AGM-119, przeznaczone dla norweskich F-16A/B Block 15. Pocisk ten dysponował zasięgiem 40 km i autonomiczną, radiolokacyjną głowicę aktywnego samonaprowadzania. Dolot do celu następuje na bardzo małej wysokości. F-16A/B zabiera dwa pociski tego typu na środkowe zaczepy podskrzydłowe, masa jednego pocisku 372 kg.
Radiolokator wersji Block 15 zachował „zwykłe” oznaczenie AN/APG-66, ale wprowadzono na nim istotne zmiany. Nowe oprogramowanie stacji umożliwiało pracę w (jeszcze bardzo uproszczonym) trybie Track-While-Scan, co oznaczało śledzenie do sześciu celów na zakresie poszukiwania, bez przechodzenia na zakres śledzenia pojedynczego celu. Zasięg ulegał wówczas zmniejszeniu, a radiolokator mógł śledzić do 6 celów na zakresie poszukiwania. Drugą zmianą wynikającą z nowego oprogramowania stacji radiolokacyjnej było wykonywanie mapy terenu, co ułatwiało nawigowanie. Nowe zakresy pracy były możliwe dzięki zastosowaniu nowego, dwuzakresowego (średnia częstotliwość powtarzania do zadań „powietrze-powietrze” i mała częstotliwość powtarzania do zadań „powietrze-ziemia”) nadajnika. Ponadto dotychczasowy procesor radiolokatora o stałym algorytmie pracy wymieniono na nowy Programmable Signal Processor – PSP, umożliwiający łatwą wymianę jego oprogramowania w razie potrzeby.
W związku z tym, że zadania uderzeniowe wiązały się z penetracją nieprzyjacielskiej przestrzeni powietrznej, na wersji F-16A/B Block 15 wprowadzono środki przeciwdziałania walce radioelektronicznej. Na razie istniała możliwość podwieszania jedynie zasobnika zakłóceń aktywnych AN/ALQ-119, który jednak w latach 80. istotnie zwiększył odporność samolotu na zestrzelenie. Zasobnik był w stanie skutecznie zakłócić (zakłócenia typu mylącego) takie zestawy jak: S-75, S-125, Krug, Kub, radiolokator kierowania ogniem S-60 oraz Szyłka. Dodatkowo AN/ALQ-119 zakłócał pokładowe stacje radiolokacyjnie ówcześnie używanych samolotów myśliwskich (MiG-21, MiG-23MF i MiG-25P).
Pewne zmiany zaszły też w systemie łączności samolotu. Wprowadzono radiostację AN/ARC-164 Have Quick II ze skokowo zmienną częstotliwością, zabezpieczającą przed zakłóceniami i podsłuchem łączności na zakresie UKF.
Poza opisanymi zmianami możliwości bojowe samolotów Block 15 pozostały niezmienione.
Produkcja F-16A/B Block 15 rozpoczęła się w październiku 1981 r., równocześnie w USA i w Europie. Pierwszy seryjny F-16A Block 15 został oblatany 27 października 1981 r. Była to najszerzej produkowana odmiana samolotu F-16A/B. Łącznie dla USAF zbudowano 409 samolotów F-16A Block 15, z czego 404 powstały w Fort Worth, dwa w zakładach Fokker (82-0966, 82-0974) i trzy w SABCA (w ramach umowy offsetowej) i 46 F-16B Block 15. Produkcja F-16A/B dla USAF zakończyła się w marcu 1985 r., właśnie na odmianie Block 15 (F-16A Block 15S i F-16B Block 15R). Belgijskie Siły Powietrzne odebrały 41 F-16A i 8 F-16B Block 15, a duńskie 8 F-16A i 16 F-16B Block 15, wszystkie z zakładów SABCA. Holandia przejęła 84 F-16A i 18 F-16B Block 15, ponadto zakłady Fokker dostarczyły też 32 F-16A i 5 F-16B Block 15 dla Norwegii. Produkcja w Europie odmiany Block 15 zakończyła się w 1987 r., kiedy to linie produkcyjne przestawiono całkowicie na Block 15 OCU. W Stanach Zjednoczonych F-16A/B budowano wyłącznie na eksport, w tym do Tajlandii, Singapuru, Indonezji, Portugalii i dla Pakistanu (przejęte z powodu embarga i zmagazynowane w AMARC), były to jednak wyłącznie Block 15 OCU. Wyjątkiem są samoloty Block 20 zbudowane na eksport dla Tajwanu.
Do użytkowników zagranicznych dołączył też Egipt, który w ramach programu Peace Vector otrzymał 34 F-16A i 8 F-16B Block 15, wśród tych ostatnich znalazł się 1 F-16B wyprodukowany przez Fokker i 1 F-16B przejęty z zamówień USAF. Kolejnym zagranicznym odbiorcą F-16A/B była Wenezuela, która otrzymała 18 F-16A i 6 F-16B Block 15. Wszystkie samoloty dla Wenezueli wyposażono w spadochrony hamujące ze względu na gorący klimat i zjawisko przegrzewania się hamulców kół. Ostatnim zagranicznym użytkownikiem F-16A/B Block 15 był Pakistan, który zdążył przed nałożeniem embarga na tej kraj otrzymać 28 F-16A i 12 F-16B Block 15.
Całkowita produkcja samolotów F-16A/B Block 15 zamknęła się więc liczbą 654 F-16A i 119 F-16B, razem 773. Podobnie jak w przypadku Block 10, samoloty Block 15 podzielono na „podbloki”, nie różniące się od siebie. Były to Block 15, i od Block 15A do Block 15X włącznie. Później samoloty odmiany Block 15 były poddawane różnym modyfikacjom, dzięki którym większość z nich przetrwała w uzbrojeniu do dziś.

## Od lekkiego samolotu myśliwskiego do samolotu wielozadaniowego
Chronologicznie kolejną po Block 15 odmianą były samoloty wersji F-16C/D, produkowane w ramach Block 25. Samoloty te były produkowane w Fort Worth, natomiast w Europie kontynuowano produkcję wersji A/B, choć z dalszymi udoskonaleniami, jako Block 15 OCU. Budowa tej wersji została zrealizowana w ramach drugiej fazy programu MSIP II.
Rok 1984, w którym pojawiły się pierwsze F-16C/D Block 25 były najtrudniejszym okresem ostatniej fazy zimnej wojny. Wielkie napięcie wywołało rozmieszczenie w Europie sowieckich rakiet RSD-10 Pionier (SS-20) i amerykańskich Pershing II i manewrujących GLCM Cruise. Po odprężeniu z połowy lat 70., w Europie ponownie zapanowało napięcie. Efektem tej sytuacji było przyśpieszenie wieloetapowej modernizacji samolotu F-16. Poszczególne elementy docelowo planowanej konfiguracji miały być wprowadzane w kolejnych Blockach produkcyjnych, w miarę ich opracowywania. Jednak w przeciwieństwie do drobnych zmian, jakie wprowadzano na kolejnych Blockach wersji F-16A/B (do Block 15 przed OCU włącznie), planowano zmiany praktycznie zmieniające charakter samolotu F-16.
Pełna konfiguracja modernizacji MSIP zakładała uzyskanie samolotu myśliwskiego o większych możliwościach bojowych, od wchodzącego właśnie do uzbrojenia ZSRR MiGa-29. Jednocześnie jednak zamierzano rozszerzyć możliwości bojowe w zwalczaniu celów naziemnych, tworząc samolot wielozadaniowy niebędący już „tanim kopciuszkiem” lecz pełnowartościową maszyną taktyczną. Docelowo planowano wprowadzić pełną zdolność do przenoszenia uzbrojenia kierowanego do precyzyjnego rażenia celów naziemnych w dzień i w nocy, a w zakresie zwalczania celów powietrznych – zdolność do ataku spoza zasięgu widzialności wzrokowej. Zwróćmy uwagę, że w swojej docelowej perspektywie program MSIP zakładał całkowite odejście od idei lekkiego samolotu myśliwskiego.

## F-16C i F-16D Block 25
W wyniku zrealizowanego w 1984 r. etapu MSIP II uzyskano samoloty F-16C/D Block 25. Główną różnicą w stosunku do wersji poprzednich było zastosowanie nowej stacji radiolokacyjnej Westinghouse (obecnie Northrop Grumman) AN/APG-68. Był to cyfrowy radiolokator impulsowo-dopplerowskim, o maksymalnym zasięgu zwiększonym do 160 km (samolot bombowy) i 80–100 km (samolot taktyczny średniej wielkości). Niemal wszystkie wartości charakteryzujące zasięg AN/APG-68 są w stosunku do AN/APG-66 zwiększone dwukrotnie. Ponadto cele na tle ziemi są wykrywane z odległości o ok. 25% mniejszej niż te lecące powyżej (w przypadku AN/APG-66 było to ok. 33%). Pole widzenia stacji były też znacznie powiększone. W przypadku przeszukiwania poziomego w zakresie +60° pole widzenia w pionie wynosiło +2,2o, przy zawężeniu pola widzenia w poziomie do +30° pole pionowego widzenia ulegało poszerzeniu do ok. +3,5o, a do +10° sięgało +7°.
Z nowych zakresów „powietrze-powietrze” należy wymienić pełny Track-While-Scan, z możliwością jednoczesnego śledzenia do 10 celów na zakresie wykrywania, bez przechodzenia na śledzenie pojedynczego celu. W momencie przejścia na zakres TWS pole widzenia stacji zawężało się do +25° w poziomie i do ok. + 4,5° w pionie. W przypadku zawężenia poziomego pola widzenia do +10° pole widzenia w pionie poszerzało się do +7°. Dzięki temu zakresowi unikano zaskoczenia przez inny samolot, w czasie zwalczania wybranego celu, co wiązało się ze zniknięciem innych samolotów z ekranu. Na tym zakresie spadał jednak zasięg wykrywania, zawężeniu ulegało też pole widzenia radiolokatora. Ponadto wprowadzono też zakres Raid Assessment Mode, umożliwiający wydzielenie pojedynczych samolotów lecących w zwartej grupie. Był to bardzo ważne, bowiem po przejściu radiolokatora na śledzenie celu (jednego lub kilku), mogło się okazać, że śledzony cel, to w istocie grupa, która poprzez rozdzielenie się doprowadza do zerwania śledzenia, a co najmniej umożliwia skryte podejście „zgubionego” celu, który w wyniku nagłego zaskoczenia zamienia atakującego w obiekt własnego ataku.
Przede wszystkim jednak nowy radiolokator umożliwiał współpracę z pociskami AIM-120 AMRAAM, dającym możliwość wykonania skutecznego ataku ze średnich odległości (spoza zasięgu widzialności wzrokowej). Na Block 25 możliwości tej nie wykorzystywano, w chwili gdy się ta wersja pojawiła AIM-120 AMRAAM wciąż przechodził próby. Próby te przedłużały się, gdyż głównym problemem było zabezpieczenie pocisku przed przypadkową zmianą celu w czasie lotu i trafienie własnego samolotu. Problem ten ostatecznie rozwiązano wprowadzając tzw. Mid Course Update, czyli udokładnienie położenia celu w czasie lotu pocisku do celu przez pokładową stację radiolokacyjną samolotu odpalającego. Właśnie AN/APG-68 dostosowano do współpracy z pociskami AIM-120 AMRAAM poprzez uwzględnienie zakresu Mid Course Update. Natomiast same pociski AIM-120 AMRAAM w uzbrojeniu pojawiły się w 1987 r. (na ograniczoną skalę), a ich masowe wprowadzanie zaczęło się dopiero w 1992 r.
Znacznemu rozszerzeniu uległy też funkcje stacji radiolokacyjnej, związane ze zwalczaniem celów naziemnych. Radiolokator wykonywał mapę terenu, a ponadto miał zdolność do śledzenia celów naziemnych, zarówno kontrastowych celów nieruchomych, jak i celów poruszających się z nawet niewielką prędkością. Tę ostatnią funkcję realizowano na zakresie Doppler Beam Sharpening Mode – DBSM – zakres wyostrzania wiązki dopplerowskiej. W czasie obserwacji celów naziemnych istniała możliwość „zamrożenia” obrazu na wskaźniku, by umożliwić pilotowi przeanalizowanie obrazu i wybranie celu.
Wraz z wprowadzeniem nowej stacji radiolokacyjnej, nie zaniedbano też funkcji związanych ze zwalczaniem celów naziemnych. Przede wszystkim dotychczasowe wyposażenie zintegrowano przy pomocy dwóch szyn danych MilStd 1553B i jednej MilStd 1760, co otworzyło drogę do przyszłego dostosowania samolotu do różnych typów uzbrojenia, współpracujących z systemami samolotu w systemie cyfrowym, z wykorzystaniem języka oprogramowania ADA. Ponieważ, jak wiemy, przystosowanie samolotu do zasobników LANTIRN, umożliwiających wykonywanie ataków na cele naziemne w dowolnych warunkach atmosferycznych i o dowolnej porze doby musiano zostawić na później (trwało jeszcze dopracowywanie systemu LANTIRN), to wiele z wymienionych środków bojowych (np. bomby kierowane laserowo) nie mogło jeszcze trafić na F-16C/D Block 25. Asortyment uzbrojenia poszerzono jednak o pociski AGM-65D Maverick z termowizyjną głowicą samonaprowadzającą. Pocisk ten miał identyczne parametry przestrzenne (skuteczna odległość odpalenia przy różnych parametrach lotu) jak telewizyjny AGM-65B, jednak termowizyjna głowica umożliwiała wykrycie i identyfikację celu w nocy i przy ograniczonej widzialności. Na samolotach serii Block 25 było to utrudnione, gdyż nie były one wyposażone w pokładowe systemy do obserwacji w takich warunkach. Wąskie pole widzenia głowicy pocisku utrudniało natomiast jej wykorzystanie do samodzielnego poszukiwania celu w warunkach braku jego widoczności. Mogło natomiast ułatwić celowanie w przypadku wzrokowego wykrycia celu, ze zbyt małej odległości (np. z powodu słabej widzialności). Wówczas samolot myśliwski wykonywał kolejne zajście na cel, poszukując go w znanym mniej więcej rejonie już przy pomocy głowicy pocisku. Jak wiemy, nie był to docelowy sposób ataku, czekano bowiem na zasobniki LANTIRN.
W systemie kierowania ogniem zastosowano komputery: kierowania ogniem i zarządzania podwieszeniami, charakteryzujące się rozszerzoną pamięcią operacyjną i większą szybkością działania niż komputery stosowane poprzednio do tego celu.
Zmiany zaszły też w kabinie. Klasyczne przyrządy zostały zgrupowane w centralnej części, pod wskaźnikiem projekcji czołowej. Po obu ich stronach umieszczono po jednym monitorze o wymiarach 25,4 cm × 25,4 cm. Jeden używano do zobrazowania danych pilotażowych, a drugi – do zobrazowania sytuacji taktycznej (przejął on funkcję poprzednio stosowanego pojedynczego monitora). Poprawiło to komfort pracy pilota, gdyż zobrazowanie było odpowiednio dobierane, pod kątem aktualnej sytuacji pilotażowo-nawigacyjnej.
W kabinie wymieniono też dotychczasowy wskaźnik projekcji czołowej o polu widzenia do 12o, na wskaźnik o powiększonym do 16° polu widzenia. Jego producentem także był GEC Marconi Avionics. Był to już kolorowy wskaźnik holograficzny, o wzbogaconej symbolice.
Po raz pierwszy na Block 25 w układzie nawigacyjnym samolotu pojawił się bezwładnościowy układ nawigacyjny Litton LN-93 (AN/APN-93), wyposażony już w laserowe żyroskopy. Niepomiernie wzrosła dokładność tego układu, ale jego najważniejszą cechą było skrócenie czasu jego przygotowania do pracy z 5 minut do 20 s. Układ nawigacyjny współpracował z komputerem nawigacyjnym o zwiększonej pamięci operacyjnej i szybkości działania, całość spięto szyną danych MilStd 1553B, umożliwiającą pełną wymianę informacji między urządzeniami nawigacyjnymi a urządzeniami systemu kierowania ogniem. Umożliwiało to wzajemne korygowanie błędów poszczególnych urządzeń, ale także dało szerszy dostęp systemów do różnorodnych informacji.
W ramach modernizacji MSIP planowano też zwiększenie możliwości w zakresie pokonywania systemu OP przeciwnika. Miało to docelowo prowadzić nie tylko do ułatwienia zadań uderzeniowych na naziemne cele przeciwnika, ale także miało umożliwić ofensywne działania myśliwskie, wzorem F-15. Dlatego samolot miał otrzymać wbudowany na stałe nadajnik zakłóceń aktywnych. Odpowiedni, wielozakresowy nadajnik zakłóceń aktywnych, Airborne Self-Protection Jammer – ASPJ (pokładowy nadajnik zakłóceń do samoobrony), był w tym czasie opracowywany przez ITT/Westinghouse, w ramach wspólnego programu sił powietrznych i marynarki wojennej. Urządzenie otrzymało oznaczenie AN/ALQ-165. W czasie, kiedy budowano samoloty Block 25 ASPJ nie był jeszcze gotowy. W płatowcach F-16C/D Blcok 25 przygotowano jednak dla niego miejsce – u nasady statecznika pionowego, choć ASPJ przewidziano wyłącznie dla jednomiejscowych F-16C. W tym celu podstawa statecznika została poszerzona i wydłużona do przodu. Jednocześnie na jej przednią część przeniesiono antenę UKF radiostacji Have Quick II, poprzednio antena radiostacji mieściła się wewnątrz statecznika pionowego. To właśnie powiększona osłona statecznika z mieczową anteną w swojej przedniej części jest charakterystyczną cechą wszystkich samolotów F-16C/D.
W 1990 r. USAF wycofała się z programu ASPJ, choć był on dalej kontynuowany przez US Navy. Rezygnacja z nadajnika zakłóceń sprawiła, że powiększona nasada statecznika pozostała niewykorzystana. Pomimo to zachowano ją na linii produkcyjnej do chwili obecnej w wersji F-16C/D, co umożliwia inne wykorzystanie uzyskanej przestrzeni wewnętrznej na wypadek ewentualnej modernizacji samolotu w przyszłości. Niektóre eksportowe F-16C są natomiast wyposażane w ASPJ, np. samoloty przeznaczone dla Korei Południowej.
Asortyment środków WRE w stosunku do wersji F-16A/B Block uległ rozszerzeniu. Na podkadłubowym zaczepie na uzbrojenie istniała możliwość podwieszania zasobnika zakłóceń aktywnych kolejnego typu – AN/ALQ-131 firmy Westinghouse (obecnie Northrop Grumman). Zasobnik wytwarzał zakłócenia szumowe lub mylące. W trójzakresowej wersji zasobnika (tzw. AN/ALQ-131 Deep) możliwe też było zakłócania zestawów typu Osa, a skuteczność zakłócania innych zestawów plot została zwiększona. W stosunku do przeciwnika powietrznego, AN/ALQ-131 był także przewidziany do przeciwdziałania pokładowym stacjom radiolokacyjnym samolotów MiG-23ML, MiG-29 i Su-27. Nieznana jest natomiast skuteczność tego zasobnika w stosunku do najnowszych zestawów plot (S-300W, Buk, Tunguska). Poza podwieszanym zasobnikiem F-16C/D Block 25 wyposażono też w dwie wyrzutnie flar/dipoli AN/ALE-40, umieszczone w dolnej, tylnej, przykadłubowej części skrzydeł.
W 1984 r., gdy pojawił się Block 25, firma General Electric otrzymała kontrakt na opracowanie alternatywnego silnika dla samolotów myśliwskich (F-16 i F-15). Powodem były powtarzające się przypadki niestatecznej pracy sprężarki (tzw. pompażu). Na F-16, jeżeli silnik nie dał się uruchomić, oznaczało to utratę samolotu. Kontrakt dla General Electric przyśpieszył prace Pratt Whitneya nad rozwiązaniem problemów z silnikiem F100. Poprawiona wersja silnika F100-PW-220 pojawiła się jednak zbyt późno, by mogła być zastosowana na samolotach Block 25. Dlatego wszystkie wyprodukowane maszyny były napędzane silnikami F100-PW-200. W toku eksploatacji, w drugiej połowie lat 80. i pierwszej 90. na wszystkich pozostałych egzemplarzach maszyn Block 25 silniki te wymieniono na F100-PW-220E (przebudowane ze starszych jednostek napędowych) lub fabrycznie nowe F100-PW-220.
Pierwszy F-16C Block 25 (83-1118) został oblatany 15 czerwca 1984 r. w Fort Worth przez pilota fabrycznego Kevina Dwyera. 14 września 1984 r. oblatano zaś dwumiejscową wersję maszyny F-16D Block 25 (83-1174). Za jej sterami siedzieli John Fergione i Jim Smolka. W dwumiejscowym F-16D miejsce dla drugiej kabiny wygospodarowano w identyczny sposób, jak na F-16B – kosztem zmniejszenia pojemności kadłubowego zbiornika paliwa o ok. 700 dm³. Poza tym możliwości bojowe wersji dwumiejscowej pozostały bez zmian.
Produkcja samolotów Block 25 trwała od lata 1984 do lata 1986 r. W tym czasie zbudowano 209 F-16C i 35 F-16D Block 25. Samoloty produkowano w podblokach od Block 25, poprzez Block 25A do Block 25F. Wszystkie maszyny tej wersji trafiły wyłącznie do USAF, nie były one eksportowane. Większość samolotów Block 25 lata obecnie w jednostkach Gwardii Narodowej.

## F-16C i F-16D Block 30
Jak już wspomniano, w 1984 r. podjęto program Alternate Fighter Engine – alternatywny silnik dla samolotów myśliwskich. Kontrakt na opracowanie silnika AFE otrzymała firma General Electric. Bazą dla opracowania silnika stała się jednostka napędowa bombowca B-1B Lancer – General Electric F101. Silnik ten powstał notabene z przebudowy opracowanego dla YF-17 YJ101. Oryginalny F101 przetestowano na doświadczalnym egzemplarzu F-16/101 (opisanym w części o wersjach doświadczalnych) i w wyniku tych prób stwierdzono dobre charakterystyki jednostki napędowej. W wyniku prób z F-16/101 USAF podjęło wspomniany program AFE. Opracowywany w ramach AFE silnik miał powstać z połączenia F101 z wentylatorem pochodzącym z silnika F404, ale odpowiednio powiększonym. Oryginalny F101 miał wyższy stopień dwuprzepływowości, w wersji myśliwskiej została ona odpowiednio zmniejszona. Docelowy silnik oznaczono początkowo F101 DFE (Derivative Fighter Engine – silnik rozwinięty do odmiany „myśliwskiej”), a później F110-GE-100. General Electric F110 był bardzo udaną jednostką napędową, a sukces stał się możliwy m.in. dzięki szerokiemu wykorzystaniu sprawdzonych już elementów. Ciąg silnika wynosi 72,0 kN bez dopalania i 128,84 kN z dopalaniem.
W lutym 1984 r. dowództwo USAF ogłosiło, że od tego momentu 75% kolejno zamawianych F-16 będzie wyposażone w silniki F110-GE-100, natomiast pozostałe w zmodernizowaną wersję silnika Pratt Whitney, dysponujący ciągiem 65,21 kN bez i 118,32 kN z dopalaniem. Do zalet silników General Electric należy zaliczyć jego większy ciąg, mniejsze jednostkowe zużycie paliwa (pozostaje ono na tym samym poziomie, co w przypadku F100, pomimo wzrostu ciągu), oraz wysoką niezawodność. Do wad natomiast większe wymiary, większą o 350 kg masę niż masa silnika F100-PW-220 i większą cenę. Ponadto silniki F110 nie dopuszczono do eksportu do wielu państw, są one dostępne jedynie dla krajów NATO i dla Izraela. Dlatego wersje eksportowe (dla innych państw) otrzymywały silniki Pratt Whitney.
Powodem utrzymania produkcji silników F100-PW-220 była ostrożna polityka dowództwa USAF zmierzająca do niemonopolizowania jednej wytwórni. Ponadto dzięki temu wytwórnia kontynuowała dalsze prace rozwojowe, tworząc silnik F100-PW-229, w pełni dorównujący jego konkurentowi z General Electric – F110-GE-129.
Aby kolejno produkowane samoloty F-16C/D dostosować do obu typów jednostek napędowych, przeprojektowano tylną część kadłuba, tworząc komorę silnikową dostosowaną do zabudowy zarówno F110-GE-100, jak i F100-PW-220. Ułatwiło to technologiczny proces wytwarzania płatowców przeznaczonych pod jeden, czy drugi napęd, ale silniki te nie były wzajemnie wymienne. Powodem były odmienne przeprowadzenie podstawowych instalacji związanych z silnikami (paliwowej, elektrycznej, smarowania). Z tego powodu samoloty dostosowane do napędu silnikami General Electric postanowiono oznaczyć numerem serii Block 30, a płatowce które miały być napędzane silnikami Pratt Whitney – Block 32. Ten system, z przesunięciem o „2” stosowano na kolejnych odmianach samolotu – Block 40/42 i 50/52. We wszystkich wypadkach są to samoloty o tym samym standardzie wyposażenia, a jedyną różnicą jest napęd (firmy General Electric w Block 30, 40 i 50 oraz Pratt Whitney w 32, 42 i 52).
Poza zastosowaniem nowego napędu na samolotach Block 30 zaszły też inne zmiany. Samoloty tej wersji były pierwszymi, na których podjęto program Have Glass, zmierzający do obniżenia radiolokacyjnej powierzchni odbicia samolotu. Jednym z efektów prac nad tym programem jest pokrycie osłon kabiny opiłkami złota, które nie zmniejszają przeźroczystości kabiny dla wzroku, ale stanowią ekran odbijający fale radiolokacyjne. Do tej pory bowiem fale radiolokacyjne przenikały przez radioprzeźroczyste oszklenie i odbijały się od takich elementów jak fotel, czy tablica przyrządów (zależnie od kierunku). Osłona kabiny natomiast kieruje je obecnie do góry i na boki. Kolejnymi efektami prac w ramach Have Glass były pewne zmiany struktury wewnętrznej pod elementami kompozytowymi. Dodatkowo wloty powietrza do silnika i pierwsza wręga, do której jest mocowana antena stacji radiolokacyjnej zostały pokryte materiałami absorbującymi promieniowanie radiolokacyjnej. Sam kształt F-16 jest natomiast bardzo „antyradiolokacyjny”, co w połączeniu z przedsięwzięciami w ramach Have Glass obniżyło średnią skuteczną powierzchnię odbicia radiolokacyjnego do wartości 1–2 m², wobec ok. 3–5 m², typowej dla samolotów tej wielkości. Największy efekt obniżenia skutecznej powierzchni odbicia radiolokacyjnego uzyskano z przedniej półsfery, tam gdzie jest to najbardziej pożądane.
Na samolocie planowano też zastosowanie nowego urządzenie ostrzegającego przed opromieniowaniem radiolokacyjnym – Loral (obecnie Lockheed) AN/ALR-56M. W związku z tym od „podbloku” 30D anteny urządzenia spod osłony anteny stacji radiolokacyjnej (normalnie niewidoczne) przeniesiono do specjalnych okrągłych osłon na krawędzi natarcia klap przednich, zwanych „puszkami piwa” (beer cans). Ostatecznie jednak na Block 30 AN/ALR-56M jeszcze nie zamontowano, a z nowymi antenami nadal współpracował stary system AN/ALR-69, choć w zmodernizowanej nieco postaci. Powodem było dalsze dopracowywanie AN/ALR-56M, w miarę jak uzyskiwano nowe informacje, co do sposobu pracy najnowszych sowieckich środków radiolokacyjnych.
Od wiosny 1987 r., czyli od „podbloku” 30B, samoloty otrzymały możliwość odpalania do czterech pocisków AIM-120C do czterech różnych celów w jednym czasie (w istocie dwa odpalane razem, a dwa kolejne – po krótkiej przerwie, po zrealizowaniu uaktualnienia MCU dla poprzedniej pary). Umożliwiała to zmodernizowana stacja radiolokacyjna AN/APG-68(V). Ponieważ same pociski w ograniczonym stopniu zaczęto stosować dopiero od końca 1987 r., a na pełną skalę od 1992 r., to w praktyce Block 30 (wcześniejsze maszyny później zmodernizowano) od początku stosowania pocisków AMRAAM w 1992 r. dysponował możliwością ich jednoczesnego odpalenia do czterech celów. W sierpniu 1987 r. (od Block 30C) samoloty otrzymały możliwość odpalania pocisków AGM-45 Shrike i AGM-88 HARM. Możliwość ta była praktycznie wykorzystywana przez F-16C/D Block 30 z 52. Taktycznego Skrzydła Myśliwskiego, gdzie działały one w parach z F-4G Wild Weasel, wypełniając zadania przełamywania obrony powietrznej. I wreszcie od Block 30F podwojono na samolocie liczbę wyrzutni flar i dipoli AN/ALE-40 (z dwóch do czterech). Aby umieścić wyrzutnie trzeba było nieznacznie zmniejszyć pojemność zbiorników z paliwem, ale zmiana ta jest praktycznie nieodczuwalna.
Pierwszy F-16C Block 30 (85-1398) został oblatany w Fort Worth 12 czerwca 1986 r. przez Johna Fergione. Pierwszy dwumiejscowy F-16D Block 30 (85-1509) wystartował 30 lipca 1986 r., pilotowany przez Joe Bill Drydena i Dave’a Thigpena.
Już w toku eksploatacji F-16C/D Block 30 okazało się, że wlot powietrza do silnika jest obecnie za mały. Zapotrzebowanie nowego silnika na powietrze było bowiem większe i na prędkościach naddźwiękowych, przy szybkim rozpędzaniu tunel wlotowy wykazywał tendencję do niestatecznej pracy. Dlatego od serii Block 30C (czyli od ósmego egzemplarza F-16C Block 25) wszystkie kolejne F-16C/D Block 30 otrzymały nowy, poszerzony aż o 30 cm chwyt powietrza. Zmiana ta jest wyraźnie widoczna, w związku z czym obsługa naziemna nazywa nowy wlot „big mouth” („duża buzia”), w odróżnieniu od innych samolotów (w tym Block 32), nazywanych „small mouth” („mała buzia”).
Łącznie do 1989 r. zbudowano 360 F-16C i 48 F-16D Block 30. Była to najszerzej produkowana odmiana F-16C/D, ale dodatkowe egzemplarze odmiany Block 40, zbudowane w końcu lat 90. sprawiły, że obecnie najliczniejsze są Block 40. Jednak obecnie na F-16C/D Block 30 latają jedynie dwie jednostki regularne (27. Skrzydło Myśliwskie z Cannon, Nowy Meksyk i 8. Skrzydło Myśliwskie z Kunsan w Korei Południowej). Pozostałe trafiły do dwóch skrzydeł Rezerw Sił Powietrznych i do jedenastu skrzydeł Gwardii Narodowej.
F-16C i F-16D Block 30 eksportowano do trzech państw: Grecji, Izraela i Turcji. Otrzymały one: Grecja – 34 F-16C i 6 F-16D Block 30, Izrael – 51 F-16C i 24 F-16D Block 30, a Turcja – 34 F-16C i 9 F-16D (z czego 32 F-16C i 3 F-16D wyprodukowano w zakładach TAI na podstawie licencji). Łącznie zbudowano więc 479 F-16C (z czego 447 w Fort Worth) i 87 F-16D (z czego 84 w Fort Worth) Block 30, razem 566 samolotów Block 30.

## F-16C i F-16D Block 32
Jak już wspomniano, samoloty o standardzie Blocku 30 produkowano też z silnikami Pratt Whitney F100-PW-220. Miały one wszystkie elementy zastosowane na Block 30, z wyjątkiem szerszego wlotu powietrza. Samoloty zachowały pierwotny jego kształt, gdyż silniki Pratt Whitneya miały mniejszy wydatek powietrza.
Pierwszy F-16C Block 32 został oblatany 12 czerwca 1986 r. w Fort Worth przez Johna Fergione (dokładnie tego samego dnia, co pierwszy F-16C Block 30). Pierwszy F-16D Block 32 został również oblatany tego samego dnia, 12 czerwca, przez Dave’a Thigpena i Joe Billa Drydena.
Dla USAF zbudowano tylko niewielką liczbę samolotów Block 32: 56 F-16C i 5 F-16D. Obecnie samoloty te nie latają już w jednostkach regularnych, stanowią wyposażenie dwóch jednostek Rezerw Sił Powietrznych.
Podobnie jak samoloty poprzedniej wersji były one eksportowane. Jedynymi odbiorcami zagranicznymi był Egipt i Korea Południowa. Egipt otrzymał 34 F-16C i 6 F-16D Block 32, a Korea Południowa 30 F-16C i 8 F-16D Block 32. Wszystkie wymienione samoloty zostały zbudowane w Fort Worth. Łączna produkcja wyniosła więc 120 F-16C i 19 F-16D Block 32.

## F-16N i TF-16N – Block 30 dla US Navy

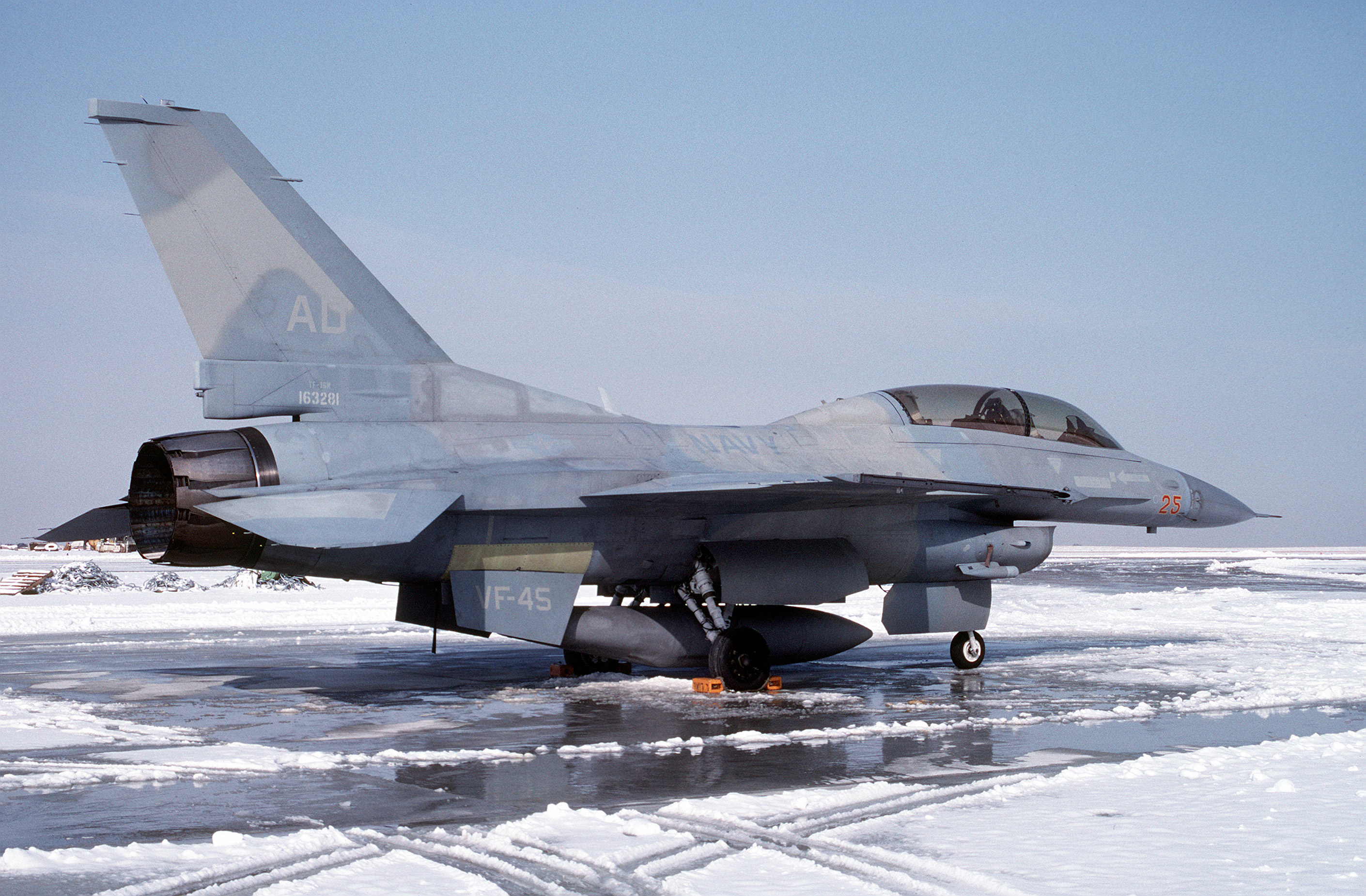
TF-16N z eskadry VF-45

Do połowy lat 80. marynarka wojenna Stanów Zjednoczonych używała do symulowania przeciwnika samolotów F-5 i A-4. Pierwszy typ wykorzystywano do pozorowania MiG-ów-21, drugi – do pozorowania MiG-ów-17. Przejściowo używano też samolotów F-21 Kfir, służących do pozorowania MiG-ów23. Wprowadzenie do uzbrojenia nowoczesnych myśliwców MiG-29 i Su-27 wymusiło jednak wprowadzenie manewrowego samolotu, dysponującego znacznym nadmiarem ciągu i lepszą stacją radiolokacyjną. Do tego celu wybrano F-16C/D Block 30, które na zamówienie US Navy odpowiednio przystosowano do nowej roli.
Aby symulować MiG-a-29, charakteryzującego się wysokim nadmiarem ciągu, z samolotu usunięto działko (nie przewidziano go bowiem do użycia bojowego, strzały z działka symulowano z fotokarabinu), a nowszy radiolokator AN/APG-68 zastąpiono starszym – AN/APG-66. Dzięki temu uzyskano znaczący zysk na masie płatowca, a F-16N stał się najbardziej manewrową wersją F-16.
Pierwszy samolot jednomiejscowy oznaczony F-16N (N od Navy; 85-1369/BuNo 163268) oblatał Dave Palmer 24 marca 1987 roku w Fort Worth. Łącznie zbudowano 26 samolotów jednomiejscowych F-16N. Dwumiejscową odmianę, oznaczoną TF-16N, oblatała załoga w składzie Joe Sweeney i Joe Bill Dyden 25 marca 1988 roku. Łącznie zbudowano cztery samoloty dwumiejscowe TF-16N. Obecnie nadal pozostają one w użyciu w jednostkach „agresorów”.

## F-16A i F-16B Block 15 OCU
Samoloty wersji Block 15 OCU (Operational Cabality Upgrade – poprawienie możliwości bojowych) produkowano już równolegle z F-16C/D, począwszy od 1987 r. Program OCU został podjęty nie tylko na linii produkcyjnej, ale objął też wcześniej zbudowane samoloty. Pierwszy samolot F-16A Block 15 OCU, przebudowany z istniejącego F-16A USAF został oblatany 1 sierpnia 1986 r. Później do odmiany tej zmodernizowano znaczną liczbę amerykańskich F-16A/B. Natomiast pierwszy nowo wyprodukowany F-16A Block 15 OCU został oblatany w grudniu 1987 r. Był nim holenderski samolot, wyprodukowany w zakładach Fokker.
Główną zmianą było zastosowanie w nich udoskonalonych silników F100-PW-220, dzięki elektronicznemu sterowaniu instalacją paliwową (DEEC – Digital Electronic Engine Control System) niemal całkowicie odporne na zjawisko pompażu (na silnikach tych pompaż występował z częstotliwością 0,15 na 1000 godzin lotu). Ciąg tego silnika bez dopalania wynosił 65,21 kN (tyle samo co w wersji -200) a z dopalaniem wzrósł do 118,32 kN.
F-16A/B Block 15 OCU były pierwszymi odmiany F-16A/B na których zastosowano szynę danych MilStd 1553B. Dzięki temu możliwe było użycie pocisków AGM-65D i AGM-65G Maverick, kierowanych termowizyjnie, co dawało możliwość ich stosowania także przy ograniczonej widzialności i w nocy (bez wzrokowego kontaktu pilota z celem). Ich stosowanie w tych warunkach było jednak utrudnione, ze względu na niewielkie pole widzenia głowicy pocisku. Teoretycznie można było stosować pociski AIM-120 AMRAAM, ale nie pozwalał na to jeszcze nie zmodyfikowany radar. Samolot miał też możliwość autonomicznego (bez zewnętrznego wspomagania) odpalania pocisków AGM-88 HARM, ale europejscy użytkownicy, do modyfikacji MLU, możliwości tej nie wykorzystywali. Zmiany w uzbrojeniu zamknęły się możliwością zastosowania pocisków „powietrze-powietrze” AIM-9P-4, stanowiących eksportowy wariant AIM-9M (ale przebudowany ze starszych pocisków Sidewinder).
Zmiany wprowadzono też w systemie samoobrony samolotu. Obok AN/ALQ-119 można teraz było podwieszać zasobnik AN/ALQ-131, używający zakłóceń mylących lub szybowych. Poza AN/ALQ-131 na F-16A/B Block 15 OCU wprowadzono też wyrzutniki flar/dipoli AN/ALE-40, zamontowane na dolnej powierzchni tylnej, przykadłubowej części skrzydeł.
W systemie nawigacyjnym samolotu dokonano zmian, równolegle zastosowanych na produkowanych dla USAF F-16C/D. Wprowadzono między innymi nowy bezwładnościowy układ nawigacyjny oparty na żyroskopach laserowe Litton AN/ASN-93 (Litton LN-93). W nowej wersji układu wzrosła ich dokładność, przede wszystkim jednak skrócono czas potrzebny do przygotowania platformy do pracy z 5 minut do 20 s. W układ nawigacyjnych został też wprzęgnięty radiowysokościomierz Gould AN/APN-232. Samoloty Block 15 OCU produkowane w Europie nie zostały od razu wyposażone w nowy bezwładnościowy układ nawigacyjny, lecz dopiero od 1990 r. (czyli od połowy ich produkcji). Później jednak wcześniej wyprodukowane samoloty zostały odpowiednio doposażone. Równolegle z nowym układem bezwładnościowym na samolotach wprowadzono szerokokątny HUD.
Produkcja samolotów Block 15 OCU rozpoczęła się w 1987 r. Samoloty traktowano głównie jako uzupełnienie utraconych w wypadkach samolotów, ale w istocie wielkość ich dostaw została dopasowana do możliwości finansowych. W związku z tym w Europie zbudowano: 40 F-16A i 4 F-16B Block 15 OCU dla Belgii, 8 F-16A i 4 F-16B Block 15 OCU dla Danii (tym razem powstałe w zakładach Fokker), 47 F-16A i 5 F-16B Block 15 OCU dla Holandii oraz 2 F-16B Block 15 OCU dla Norwegii. Łącznie w Europie zbudowano więc 95 F-16A i 15 F-16B Block 15 OCU. W momencie zakończenia produkcji F-16A/B Block 15 OCU zamknięto europejskie linie produkcyjne, od tej pory zakłady te wykonują jedynie remonty i prowadzą dostawy części zamiennych. Zakłady SABCA zakończyły produkcję F-16 22 października 1991 r., a Fokker – 27 lutego 1992 r.
Samoloty tej wersji począwszy od końca lat 80. były też produkowane w Fort Worth, wyłącznie na eksport. Kontynuowano produkcję dla Pakistanu, wytwarzając 13 F-16A (według niektórych źródeł 15) i 15 F-16B Block 15 OCU. Nie zostały one jednak dostarczone z powodu embarga. Zmagazynowano je w AMARC, gdzie pozostają do tej pory. W końcu lat 90. o ich zakup starała się Nowa Zelandia, jednak w końcu 2000 r. ostatecznie zrezygnowano z ich zakupu, na rzecz kolejnej modernizacji A-4 (z przyczyn finansowych).
Kolejnymi użytkownikami zagranicznymi był Singapur (4 F-16A i 4 F-16B Block 15 OCU), Tajlandia (26 F-16A i 10 F-16B Block 15 OCU) i Indonezja (8 F-16A i 4 F-16B Block 15 OCU.
Samoloty F-16A/B OCU produkowano w latach 1987-1993. Łącznie powstało 146 F-16A Block 15 OCU i 48 F-16B Block 15 OCU. Podobnie jak w przypadku poprzednich modeli nadal stosowano numerację „podbloków”. Po Block 15Y i Block 15Z, kolejne numerowano od Block 15AA do Block 15AZ.

## F-16A i F-16B Block 20
Tajwan w 1994 r. zakupił 120 F-16A i 30 F-16B, by wzmocnić swoją obronę przed Chinami. Tym razem Amerykanie zgodzili się na dostarczenie samolotów, wobec realnej groźby chińskiego ataku.
F-16A i F-16B Block 20 zostały zbudowane na bazie płatowca F-16A/B OCU, ale wprowadzono w nich dalsze zmiany. Przede wszystkim zastosowano radiolokator AN/APG-66(V)3 o zwiększonych możliwościach bojowych, dostosowany do użycia pocisków kierowanych AIM-120 AMRAAM. Radiolokator ten pochodzi z F-16A/B Block 15 MLU (jest to odmiana AN/APG-66(V)2, dlatego tę ostatnią wersję również niekiedy nazywa się nieoficjalnie Block 20.
Ponadto na F-16A/B Block 20 dokonano modernizacji pokładowych systemów WRe. Początkowo urządzenie ostrzegające przed opromieniowaniem radiolokacyjnym AN/ALR-69 otrzymało nową bibliotekę danych, lepiej dostosowaną do środków radiolokacyjnych produkcji chińskiej, ostatecznie jednak na samolotach zamontowano unowocześnione AN/ALR-56M. Jednocześnie, z tego samego powodu, podwieszany zasobnik zakłóceń aktywnych Westinghouse AN/ALQ-131 zastąpiono innym, Raytheon AN/ALQ-184(V)7. Ponadto maszyny wyposażono w wyrzutnie flar/dipoli typu AN/ALE-47.
Wzorem samolotów koreańskich i singapurskich (w tym wypadku dotyczy to wersji C/D), na tajwańskich F-16A/B Block 20 zastosowano nowy układ identyfikacji „swój-obcy” Hazetline AN/APX-113, tej samej generacji co na wspomnianych maszynach AN/APX-109. W kabinie pojawiły się kolorowe wyświetlacze Honeywell, a komputer misji otrzymał rozszerzoną pamięć operacyjną. Ponadto wyposażono go w oprogramowanie TERPROM, współpracujące ze stacją radiolokacyjną. Umożliwia ono porównywanie jej mapy terenu z profilem wprowadzonym do pamięci, a tym samym prowadzenie precyzyjnej nawigacji.
W skład uzbrojenia tajwańskich maszyn poza AIM-9P-4 weszły AIM-120A AMRAAM, AGM-84 Harpoon, AGM-88 HARM i AGM-65G Maverick, dostarczone jednak dopiero w 2000 r. Poza tym można stosować zwykłe warianty uzbrojenia, typowe dla innych F-16A/B.
Napęd samolotu stanowią silniki Pratt Whitney F100-PW-220, tak jak w F-16A/B Block 15 OCU.

## F-16A i F-16B ADF
W październiku 1986 r. USAF podjęło decyzję o przebudowie łącznie 270 samolotów F-16A/B Block 15 na wersję obrony powietrznej, przeznaczonej dla Gwardii Narodowej. Samoloty te miały zastąpić ostatnie F-106A Delta Dart, używane w tej roli przez Gwardię Narodową. Wersję tę oznaczono ADF od Air Defense Fighter, dodając skrót do normalnego oznaczenia – F-16A ADF lub F-16B ADF.
Przyczyną wspomnianej decyzji było wprowadzenie do uzbrojenia Związku Sowieckiego pocisków manewrujących, odpalanych z bombowców Tu-16MS-6/16, a jak wówczas przewidywano w USA – także nowych Tu-160. F-106A były dostosowane do zwalczania bombowców na dużej wysokości, nie mogąc natomiast przechwytywać niewielkich celów powietrznych na tle ziemi. W tej sytuacji uznano, że do zwalczania pocisków najlepiej będą nadawać się F-16. Samoloty wersji F-16A/B Block 15 znajdowały się wówczas głównie w uzbrojeniu Gwardii Narodowej. Była to lekka, manewrowa wersja samolotu, gorzej przystosowana do penetracji nieprzyjacielskiej przestrzeni powietrznej. Doskonale się natomiast nadawała do działań nad własnym terytorium.
Aby zwiększyć możliwości F-16A/B w szybkim zwalczaniu jak największej liczby pocisków manewrujących, postanowiono wyposażyć je w pociski kierowane radiolokacyjnie, które mogłyby być odpalane z przedniej półsfery celu, z jak największej odległości. Ponieważ w Stanach Zjednoczonych był wówczas znaczny zapas pocisków AIM-7 Sparrow, więc obok nowoczesnych AIM-120 AMRAAM, postanowiono wykorzystać także Sparrowy.
W wyniku dostosowania stacji radiolokacyjnej AN/APG-66 do współpracy z pociskami kierowanymi radiolokacyjnie, powstała jej odmiana AN/APG-66(V)1. Stacja ta poza pełnymi możliwościami zwalczania małowymiarowych celów powietrznych na tle ziemi może też wytwarzać ciągłą wiązkę podświetlającą dla pocisków AIM-7F Sparrow oraz realizować uaktualnienie celu w czasie lotu (Mid Course Update) dla pocisków AIM-120 AMRAAM.
Poza zmodernizowaną stacją radiolokacyjną zmiany dotyczyły też uzbrojenia. Na zaczepach 1 i 9 (na końcówkach skrzydeł) oraz na 2 i 8 (zewnętrznych zaczepach podskrzydłowych) można teraz było podwieszać uniwersalne belki LAU-114, nadające się do użycia pocisków AIM-9M Sidewinder lub AIM-120 AMRAAM. Na środkowych zaczepach podskrzydłowych (węzły 3 i 7) podwieszano zwykle belki dla pocisków AIM-7F Sparrow, pociski te mogły być odpalane tylko z tych węzłów uzbrojenia. Możliwe też było podwieszenie na tych zaczepach wyrzutni LAU-114, kombinacja uzbrojenia wyglądała więc następująco: albo 4 AIM-9M/AIM-120 + 2 AIM-7F, albo 6 AIM-9M/AIM-120. Jednak najbardziej typowym wariantem była kombinacja po 2 pocisków każdego typu. Samolot zachował natomiast działko z normalnym zapasem 515 naboi. Zachowano też wszystkie dotychczasowe możliwości zwalczania celów naziemnych, typowe dla innych Block 15.
Na płatowcu ADF dokonano też innych zmian. Na lewym boku kadłuba zamontowano reflektor o dużej mocy (150 000 kandeli), budowany przez firmę Grimes. Reflektor ten mógł być sterowany z kabiny w zakresie od 0 do 70° w kierunku lewej burty i +10° w płaszczyźnie pionowej. Zgodnie z międzynarodowymi przepisami intruz ma być przechwytywany ze swojej prawej strony, stąd umieszczenie reflektora właśnie na lewym boku. Reflektor ten ułatwiał identyfikację celu w nocy, wspomagając też jego ewentualne zwalczanie. Mógł być otwierany w całym zakresie prędkości poddźwiękowych.
Aby ułatwić identyfikację celu w zatłoczonej, amerykańskiej przestrzeni powietrznej na F-16A/B ADF zastosowano nowy typ urządzenia identyfikacji „swój-obcy” Teledyne/E-Systems AN/APX-109. Anteny tego urządzenia są bardzo charakterystycznym elementem identyfikującym F-16A/B ADF. Cztery przednie anteny umieszczono przed kabiną pilota, anteny tylne znalazły się w stateczniku pionowym. Ta ostatnia zmiana wymusiła inne ułożenie siłowników wychylających statecznik poziomy (z dotychczasowego położenia jeden za drugim na ułożenie obok siebie), co spowodowało pojawienie się charakterystycznych owiewek na podstawie statecznika pionowego. Zmianę tę wprowadzono na linii produkcyjnej, tak że kolejno produkowane w Fort Worth samoloty miały już owiewki na stateczniku pionowym, nawet jeśli nie były to wersje ADF (takie stateczniki mają np. F-16A/B OCU dla Portugalii, zresztą dodatkowo wyposażone w reflektor na boku kadłuba).
Aby umożliwić łączność na dużych odległościach w F-16A/B ADF wprowadzono dodatkową radiostację średniofalową Bendix King AN/ARC-200, dodatkowo zaopatrzoną w przystawkę Have Quick II, zmieniającą skokowo częstotliwość (system FH), uniemożliwiającą podsłuch korespondencji i utrudniającą jej zakłócenie. Ostatnią zmianą było dostosowanie samolotu do przenoszenia dodatkowych zbiorników paliwa o pojemności po 2309 dm³ na wewnętrznych zaczepach podskrzydłowych. Zbiorniki te zwiększają zapas paliwa na samolocie do 9739 dm³. F-16A ADF dysponują więc największym zasięgiem spośród wszystkich maszyn F-16, przekraczającym 4000 km. Oznacza to uzyskiwanie promienia działania 1200 km na dużej/średniej wysokości i ok. 700 km na małej wysokości. Zbiorników tych w USAF było jednak niewiele, toteż rzadko je wykorzystywano.
Pierwszy F-16B ADF (z samolotu Block 15F) został przebudowany w Fort Worth w lutym 1988 r. i w tym samym miesiącu oblatany. Na samolocie tym prowadzono testy nowego wyposażenia, w tym w lutym 1989 r. na poligonie US Navy w Point Mugu po raz pierwszy odpalono pocisk AIM-7F w trybie kierowanym. Pierwszego kierowanego odpalenia AIM-7 Sparrow dokonano więc w niemal 12 lat od pierwszych odpaleń niekierowanych, z listopada 1977 r. (pamiętamy próby prowadzone na drugim YF-16).
Pierwszy F-16A ADF został przebudowany w Ogden Air Logistics Center (w bazie Hill stanie Utah), gdzie prowadzono już kolejne modernizacje, przy pomocy elementów dostarczanych z Fort Worth. Samolot został oblatany 20 stycznia 1989 r. Modyfikacje prowadzono do 1992 r., jednak z powodu zakończenia zimnej wojny przerwano ją po przebudowaniu 241 egzemplarzy (217 F16A i 24 F-16B Block 15). Pierwsze F-16A/B ADF dostarczono do 114. Dywizjonu Szkolno-Myśliwskiego ze 173. Skrzydła Myśliwców Przechwytujących Gwardii Narodowej stanu Oregon. Łącznie do 1992 r. w F-16A/B ADF wyposażono trzynaście dywizjonów Gwardii Narodowej. Już w latach 1992–95 rozpoczął się proces wycofywania F-16A/B ADF, ze względu na zanik zagrożenia Stanów Zjednoczonych atakiem strategicznym. Do chwili obecnej na F-16A/B ADF latają już tylko trzy jednostki Gwardii Narodowej. Niektóre F-16A/B ADF zostały przywrócone do pierwotnej postaci Block 15, pozostałe zmagazynowano w AMARC w Davis Monthan. W 1998 r. Jordania otrzymała z AMARC 13 F-16A i 5 F-16B ADF.

## F-16C i F-16D Block 40
Począwszy od grudnia 1988 r. do USAF zaczęły trafiać samoloty F-16C i F-16D Block 40, zbudowane według pełnego programu modernizacyjnego MSIP (w fazie MSIP III). Samoloty Block 40 stanowiły nową jakość w rodzinie „szesnastek”, gdyż były w pełni dostosowane do atakowania celów w każdych warunkach atmosferycznych, w dzień i w nocy, zarówno powietrznych, jak i naziemnych. Poza zasięgiem i udźwigiem, możliwości bojowe F-16C/D Block 40 nie odbiegają od znacznie droższego F-15E Strike Eagle.
Stacja radiolokacyjna AN/APG-68 została nieznacznie zmodernizowana do postaci AN/APG-68(V), umożliwiając odpalenie AIM-120 AMRAAM do czterech celów jednocześnie (po dwa w dwóch salwach, w krótkim odstępie czasowym). Takie stacje pojawiły się już na F-16C Block 30B, ale to właśnie samoloty Block 40 jako pierwsze wyposażono w pociski AIM-120 AMRAAM i jako pierwsze mogły wykorzystać nowe możliwości.
Najważniejszą zmianą, umożliwiającą atakowanie celów naziemnych w dowolnych warunkach atmosferycznych i o dowolnej porze doby było zastosowanie na F-16C/D Block 40 opracowywanych od początku lat 80. zasobników Martin Marietta (obecnie Lockheed) LANTIRN – Low level Navigation and Targeting, Infra Red for Night. Próby zasobnika zaczęły się w 1983 r., w cztery lata później nadawał się on do operacyjnego użycia. Początkowo zastosowano je na samolotach F-15E Strike Eagle, mających priorytet w dostawach zasobnika. Dopiero w końcu 1988 r. LANTIRNy trafiły na F-16C/D.
Cały zestaw składał się z dwóch zasobników: nawigacyjnego AN/AAQ-13 i celowniczego AN/AAQ-14. W zasobniku nawigacyjnym umieszczono radar TFR (Terrain Following Radar – radar omijania przeszkód terenowych), opracowany przez firmę Texas Instruments (obecnie Raytheon). Po sprzęgnięciu go z układem sterowania samolotu umożliwił on lot zgodnie z rzeźbą terenu na wysokości od 300 do 30 m. Oprócz radaru AN/AAQ-13 zawiera kamerę termowizyjną o zmiennym polu widzenia, 6° lub 1,7°. Zobrazowanie kamery jest wyświetlane na wskaźniku projekcji czołowej samolotu F-16C lub F-16D (w tym ostatnim przypadku powtarzane na jednym z monitorów wewnątrz kabiny, widać na nim całe zobrazowanie z HUDa). Dodatkowe zobrazowanie ułatwia kontrolę pracy radiolokatora automatycznego omijania przeszkód terenowych. W reżimie ręcznym, gdy radiolokator pracuje na zakresie Terrain Avoidance (ostrzeganie przed przeszkodami), zobrazowanie z kamery termowizyjnej jest podstawą do pilotowania samolotu, obraz radiolokacyjny wspomaga zobrazowanie z kamery.
Zasobnik celowniczy także zawierał kamerę termowizyjną o podobnych polach widzenia, ale o znacznie wyższej rozdzielczości. Kamera współpracuje z laserowym dalmierzem/podświetlaczem celów dla bomb laserowych. Kolejną możliwością kamery termowizyjnej zasobnika celowniczego jest możliwość automatycznego śledzenia wybranego celu. Dodatkowo, w zasobniku celowniczym umieszczono kolerator, współpracujący z głowicami termowizyjnymi pocisków Maverick. Umożliwia on automatyczne nakierowanie głowicy pocisku na cel i pomoc w przejęciu przez nią śledzenia.
Zmianą, ułatwiającą korzystanie z zasobników LANTIRN było wprowadzenie kolejnej wersji wskaźnika projekcji czołowej HUD. Został on również opracowany w GEC Marconi (obecnie BAE Systems). Wskaźnik ten ma bardzo szerokie pole widzenia – 26° na 26°. Kolorowa grafika typu rastrowego zapewnia przejrzyste i wyraźne zobrazowanie. Samoloty Block 40 i 42 są jedyną odmianą, wyposażoną w HUD tego typu.
Na F-16C i F-16D zasobnik nawigacyjny podwieszano na lewym zaczepie pod chwytem powietrza do silnika, a zasobnik celowniczy – na prawym (węzły 5L i 5R), odwrotnie, niż na F-15E. Dzięki zastosowaniu zasobnika LANTIRN istniała możliwość pełnego zastosowania pocisków AGM-65D (lub jego wersji o powiększonym ładunku bojowym – AGM-65G) w dowolnych warunkach atmosferycznych, w dzień i w nocy. Jednocześnie asortyment uzbrojenia mógł być poszerzony o bomby kierowane laserowo rodziny Paveway. Do podświetlania celu stosuje się element celowniczy kompletu LANTIRN. F-16C i F-16D Block 40 zabierają cztery bomby kierowane laserowo bez zbiorników podwieszanych lub dwie takie bomby, w przypadku gdy na wewnętrzne zaczepy podskrzydłowe podwieszone są zbiorniki dodatkowe. Bomby podwiesza się na węzły 3, 4, 6 i 7 (wewnętrzne i środkowe zaczepy podskrzydłowe).
W połączeniu z bombami różnych wagomiarów, stosuje się kilka różnych typów bomb Paveway II: GBU-10, -12 i –16, w podwersjach GBU-10C, D, E i F (bomba Mk.84 o wagomiarze 907 kg), GBU-12B, C i D (bomba Mk.82 o wagomiarze 227 kg) oraz GBU-16B (bomba Mk.83 o wagomiarze 445 kg), w zależności od kombinacji zastosowanych zapalników. W rodzinie Paveway II wprowadzono też możliwość stosowania korpusów bomb do penetracji celi umocnionych – BLU-109, w miejsce bomb Mk.84. Z ładunkami BLU-109 bomby noszą oznaczenie GBU-10G, H i J (ponownie w zależności od kombinacji zapalników).
W latach 90. możliwe też było stosowanie nowszych bomb rodziny Paveway III. Wykorzystując nowe zestawy kierowania i sterowania Paveway III początkowo stworzono dwa typy bomb: GBU-24/A z korpusem bomby Mk.84 i GBU-24A/B z korpusem ładunku penetrującego BLU-109. Pierwszy typ służy do zwalczania celów wymagających ładunku burzącego, nieumocnionych lub słabo umocnionych, wymagających większego promienia rażenia bomby na powierzchni ziemi. Drugi typ używa się natomiast do atakowania bunkrów i celów podziemnych, ładunek BLU-109 jest bowiem w stanie przebić stosunkowo grubą warstwę betonu. Na F-16C/D Block 40 można też stosować bomby GBU-28 z ładunkiem penetrującym o dużej mocy BLU-113. Ten typ bomby służy do precyzyjnego zwalczania szczególnie silnie umocnionych celów.
Izraelskie F-16C/D Block 40 zostały lokalnie dostosowane do przenoszenia dwóch bomb GBU-15 lub pocisków rakietowych AGM-130 (stanowiących napędową wersję bomby). Stosuje się dwa typy bomb: GBU-15(V) – 1B z telewizyjnym układem naprowadzania i GBU-15(V) – 2B z termowizyjnym układem naprowadzania. Do przesyłania obrazu z kamer na pokład samolotu stosuje się dodatkowy zasobnik AN/AXQ-14.
Aby zrekompensować zwiększoną masę samolotów Block 40 (i 42) płatowiec samolotu został odpowiednio wzmocniony. W związku z tym nie zmieniły się dotychczasowe ograniczenia eksploatacyjne F-16 tej wersji. Maksymalne przeciążenie eksploatacyjne nadal wynosi 9 g. Z tego samego powodu wzmocniono też podwozie i powiększono nieco koła, w wyniku czego na osłonach podwozia głównego pojawiły się charakterystyczne „bąble”. Ponadto okazało się, że zasobniki LANTIRN częściowo zasłaniają reflektor kołowania, umieszczony na goleni przedniego podwozia. Został on więc przeniesiony na osłonę przedniego podwozia.
Nowym wprowadzonym elementem, ułatwiającym pilotowanie samolotu z dużym obciążeniem był cyfrowy układ sterowania. Układ cyfrowy, w odróżnieniu od poprzednio stosowanego analogowego, zapewniał szybszą reakcję układu, umożliwiał więc ustatecznienie samolotu w szerszym zakresie parametrów lotu. Dzięki temu zdecydowano się na zlikwidowanie poprzednio stosowanego zapasu bezpieczeństwa i poszerzenie zakresów eksploatacyjnych, aż do samych granic możliwości pilotażowych. Wpłynęło to na poprawienie manewrowości samolotu, choć jednocześnie, wraz z zamontowaniem na Block 25 nowych elementów systemu awioniki wzrosła masa samolotu. W ostatecznym rachunku zastosowanie cyfrowego aktywnego układu sterowania umożliwiło przynajmniej utrzymanie dobrych charakterystyk manewrowych.
Cyfrowy układ sterowania powstał jednocześnie w myśl filozofii care-free, czyli całkowicie eliminował on możliwość przekroczenia ograniczeń eksploatacyjnych samolotu. Dzięki temu pilot w czasie walki powietrznej nie musiał się zajmować pilotowaniem samolotu. W przypadku potrzeby wykonania forsownego manewru, mógł skupić się na obserwacji przeciwnika, ściągając całkowicie drążek „na siebie”, układ sterowania sam dobierał potrzebne wychylenie sterów, a manewr był wykonywany na granicy krytycznych kątów natarcia, nie grożąc jednak przeciągnięciem. W samolocie nie ma wskaźnika kątów natarcia, nie jest on bowiem potrzebny. Pilot nie musi się sam martwić o utrzymanie kątów natarcia w zakresie dopuszczalnym, robi to układ sterowania (a bez działającego aktywnego układu sterowania samolot nie może być pilotowany ręcznie, dlatego w wersji cyfrowej był on dwukrotnie zdublowany – trzy niezależne systemy). Dopiero z chwilą wypuszczenia podwozia, na wskaźniku projekcji czołowej wyświetlane są wskazania kątów natarcia, używane przez pilota w czasie podejścia do lądowania.
Pierwszy lot F-16C Block 40 (87-0350) został wykonany w Fort Worth 23 grudnia 1988 r. Za sterami samolotu siedział pilot fabryczny Steve Barter. F-16D Block 40 został natomiast oblatany 8 lutego 1989 r. przez Keitha Gilles’a i Joego Sweeneya. Łącznie do 1991 r. wyprodukowano 234 F-16C i 31 F-16D dla USAF. Odbiorcą samolotu stał się też Bahrajn, otrzymując 18 F-16C i 4 F-16D Block 40, Egipt – 35 F-16C i 7 F-16D Block 40 oraz Izrael – 30 F-16C i 30 F-16D Block 40. W ostatnich latach wykonano dodatkowe 12 F-16C i 12 F-16D Block 40 dla Egiptu, ich dostawy są jeszcze w toku. Łącznie w Fort Worth wyprodukowano więc 329 F-16C i 84 F-16D Block 40. W tureckich zakładach TAI zbudowano natomiast dodatkowe 136 F-16C i 27 F-16D Block 40, spośród których 34 F-16C i 12 F-16D Block 40 dostarczono do Egiptu, a pozostałe Tureckim Siłom Powietrznym. Całkowita produkcja Block 40 zamknęła się liczbą 465 F-16C i 111 F-16D Block 40 (razem 576 maszyn).
W latach 90. USAF zaczął nieoficjalnie nazywać samoloty Block 40 i 42 F-16CG i F-16DG. Umożliwiało to wyróżnienie ich możliwości bojowych od F-16C/D innych wersji. Poza tym, obok zwykłej nazwy Fighting Falcon, w odniesieniu do Block 40 i Block 42 używa się też nazwy Night Falcon, co ma odzwierciedlać przeznaczenie samolotu.

## F-16C i F-16D Block 42
Podobnie jak w przypadku odmiany Block 30 i 32, także i Night Falcony budowano z silnikami Pratt Whitney F100-PW-220. Wersja ta nosiła oznaczenie Block 42. Poza silnikami, jej możliwości bojowe i wyposażenie nie różniły się od wersji Block 40.
Pierwszy F-16C Block 42 (87-0356) został oblatany 25 kwietnia 1989 r. przez Blanda Smitha. Dwumiejscowy F-16D Block 42 wystartował po raz pierwszy 26 maja 1989 r. z załogą w składzie Joe Sweeney i Tim Eason. Ta odmiana była szerzej produkowana, niż Block 32, łącznie zbudowano 150 F-16C i 47 F-16D Block 42 dla USAF. Samoloty tej wersji nie były eksportowane, była to więc całkowita produkcja.

## Modernizacje samolotów Block 40 i Block 42
W drugiej połowie lat 90. samoloty F-16C/D Block 40 i 42 przeszły kilka poważniejszych zmian, które zwiększyły ich możliwości bojowe. Przede wszystkim wymieniono urządzenie ostrzegające przed opromieniowaniem radiolokacyjnym AN/ALR-69 na AN/ALR-56M, stosowane od początku na samolotach Block 50/52. Była to nieznacznie uproszczona odmiana urządzenia AN/ALR-56C, stosowanego na nowych odmianach F-15 Eagle. AN/ALR-56M opierał się na odbiorniku superheterodynowym, zdolnym do szybkiego przeszukiwania szerokiego spektrum częstotliwości, którą podzielono na kilka zakresów. Obejmują one także zakres „K” (20 do 40 GHz), a wymienna biblioteka danych zawiera informacje o najnowszych rosyjskich znanych zestawach OPL. Także wyrzutnie flar AN/ALE-40 zostały zastąpione przez AN/ALE-47. Na środkowych belkach na uzbrojenie montuje się też pojemniki z holowanymi pułapkami Raytheon AN/ALE-50 Advanced Airborne Expendable Decoy (AAED). Pierwsze tego rodzaju pułapki zaczęły pojawiać się na F-16 we wrześniu 1996 r. Pułapka jest holowana na przewodzie światłowodowym, jest wyposażona w wytwornice promieniowania podczerwonego i specjalny rożek, odbijający promieniowanie radiolokacyjne. F-16 zabiera cztery pułapki, po dwie w środkowych podskrzydłowych zaczepach na uzbrojenie.
W końcu lat 90. kabiny samolotów F-16C/D Block 40 dostosowano do użycia gogli podczerwonych NVG. W latach 1999–2001 samoloty stopniowo wyposaża się w gogle NVG, jednocześnie do roku 2003 F-16C/D Block 40/42 mają być wyposażone w celownik nahełmowy, umożliwiający wskazywanie celów powietrznych i naziemnych do systemów kierowania ogniem uzbrojenia precyzyjnego.
Począwszy od 1995 r. 38 F-16C/D Block 40 z 31. Skrzydła Myśliwskiego z Aviano przeszły modyfikację w ramach programu Sure Strike. W jej ramach samoloty wyposażono w NVG oraz zamontowano na nich Improved Data Modem – IDM. Terminale IDM służą do wymiany informacji w systemie NATO Link 16 (JTIDS). Umożliwiają one wzajemne przekazywanie obrazu ze stacji radiolokacyjnej, a także zobrazowanie na pokładzie F-16 obrazu z JSTARS. Takie same terminale otrzymują też śmigłowce AH-64D Apache, co umożliwia wzajemną wymianę informacji i współpracę samolotów ze śmigłowcami. W 1997 r. natomiast podjęto kolejny program Gold Strike, który uzupełniał IDM o możliwość przekazywania kolorowych obrazów video, np. map z sytuacją taktyczną, wprowadzaną na naziemnych stanowiskach dowodzenia. Ponadto Gold Strike ma objąć całą flotę samolotów Block 40 i 42, które otrzymają takie wyposażenie, jak w ramach Sure Strike, a następnie Gold Strike. Modernizacja ma być zakończona do 2003 r.
W ostatnim okresie na samolotach F-16C/D Block 40 i 42 (oraz 50/52) zaczęto stosować najnowsze typy uzbrojenia. Są wśród nich bomby JDAM i JSOW. JDAM. Joint Direct Attack Munition (JDAM) to sposób na niezbyt kosztowną przebudowę niekierowanych bomb Mk84, Mk83 i BLU-109/B na bomby kierowane, poprzez montaż kilku sekcji z układem naprowadzania i kierowania. Cała koncepcja przypomina rodzinę bomb Paveway różnej generacji, lecz tym razem laserowy układ półaktywnego kierowania zastąpiono precyzyjnym układem bezwładnościowym, korygowanym odbiornikiem GPS. Całość jest montowana w tylnej, dołączanej do kadłuba bomby, w miejsce jej zwykłych stateczników, sekcji z systemem naprowadzania i z ruchomym, płytowym usterzeniem. W przedniej części bomby znajdują się dołączane powierzchnie stabilizujące. Producentem precyzyjnego układu bezwładnościowego (opartego na żyroskopach laserowych) jest Honeywell, procesora – Lockheed Martin, Odbiornika GPS – Rockwell Collins, a serwomechnizmów kierowania – HR Textron. W wersji seryjnej bomby noszą oznaczenie: GBU-29 w cięższej odmianie wykorzystującej 907 kg bomby Mk84 lub ładunki przeciwbetonowe BLU-109/B oraz GBU-30 w lżejszej odmianie, powstałej wokół 225 kg bomby Mk83 (z uproszczonym układem kierowania, bez odbiornika GPS). Próby bomb JDAM rozpoczęły się w 1997 r. Po ich pomyślnym zakończeniu GBU-29 i GBU-30 weszły do uzbrojenia w roku 1999.
JSOW (Joint Stand-Off Weapon), którego wersja seryjna otrzymała oznaczenie AGM-154, jest kasetą bombową o masie 408 kg, o kształcie dobranym tak, by radiolokacyjna powierzchnia skutecznego odbicia bomby była minimalna. Dobre osiągi aerodynamiczno-balistyczne zapewniają bombie wysuwane skrzydła skośne o bardzo dużym wydłużeniu. W tylnej części kadłuba AGM-154 JSOW znajdują się cztery niewielkie stateczniki ułożone w literę „X”. AGM-154 JSOW ma bezwładnościowy układ kierowania korygowany precyzyjnym odbiornikiem GPS. Układ ten umożliwia bezbłędne trafienie zaprogramowanego przed lub w trakcie lotu, celu. Cel nie jest przy tym podświetlany laserowo i nie musi być widoczny dla kamery telewizyjnej czy termowizyjnej, choć jego położenie musi być znane. Jeżeli istnieje możliwość precyzyjnego określenia współrzędnych geograficznych wykrytego w locie celu (takie możliwości dają nowoczesne środki rozpoznania) to cel taki może być również precyzyjnie zaatakowany. Bomba zrzucona z wysokości ok. 1500–2000 m z odpowiednią prędkością jest w stanie osiągnąć cel odległy o ok. 20 km. USAF przyjął na uzbrojenie odmianę AGM-154B (AGM-154A wszedł do uzbrojenia US Navy), jej część bojowa stanowi kasetę z sześcioma „inteligentnymi” podpociskami BLU-108/B, dysponujące termowizyjnym układem samonaprowadzania na indywidualny cel.

## F-16C i F-16D Block 50
Kolejna wersja samolotu została dostosowana do wykonywania zadań związanych z przełamywaniem obrony powietrznej. Jednocześnie jednak na samolotach Block 50 (i 52) dokonano szeregu innych zmian, rozszerzając dotychczasowe możliwości bojowe samolotu.
Główną zmianą w płatowcu jest zastosowanie nowoczesnych silników, opracowanych w ramach programu IPE (Increased Performance Engine). W ramach programu obie firmy, General Electric i Pratt Whitney opracowały nowe silniki, odpowiednio F110-GE-129 i F100-PW-229. Silniki te zostały zaopatrzone w nowe sprężarki i wentylatory, dzięki czemu ich spręż wzrósł z dotychczasowych 25 do (odpowiednio) 32 i 31. Zastosowanie nowych materiałów umożliwiło jednocześnie podniesienie temperatury gazów o ok. 100 °C, przy utrzymaniu dotychaczasowych resursów silników. Ciąg F110-GE-129, który został zastosowany na F-16C/D Block 50 wynosi 75,71 kN bez dopalania i 129,36 kN z dopalaniem. Warto przy tym dodać, że całkowite zużycie paliwa również nie wzrosło, dzięki czemu samolot utrzymał dotychczasowe promienie działania.
Poza silnikiem duże zmiany zaszły w systemach awionicznych samolotu. Wprowadzono na nim zmodernizowaną stację radiolokacyjną AN/APG-68(V) – 5. Stacja ta charakteryzuje się zaawansowaną cyfrową obróbką sygnałów, co uodparnia ją na zakłócenia. Ponadto w radiolokatorze wprowadzono procesor z możliwością łatwej zmiany oprogramowania, nawet w warunkach polowych.
Na F-16C/D Block 50 od początku stosuje się Improved Data Modem, pracujący w systemie Link 16 (JTIDS). Umożliwia on wymianę informacji w postaci czarno-białych obrazów, z innymi użytkownikami systemu.
W systemie nawigacyjnym zastosowano nowy bezwładnościowy układ nawigacyjny Honeywell H-423, w pełni zintegrowany z odbiornikiem systemu GPS. Systemy nawigacyjne i kierowania ogniem Block 50/52 zostały zintegrowane czterema szynami danych MilStd 1553B i dwoma MilStd 1760 (uzbrojenie). Ponadto wprowadzono w nich modernizowany cartridge (pojemność pamięci 128 KB) do programowania elementów trasy i sytuacji taktycznej przed lotem. W kabinie zastosowano jednak starszy HUD, pochodzący z wersji Block 30/32, jako że nie przewidywano współpracy samolotów z zasobnikami LANTIRN.
System samoobrony został wyposażony w nowoczesne urządzenie ostrzegające przed opromieniowaniem radiolokacyjnym AN/ALR-56M oraz w wyrzutniki flar/dipoli AN/ALE-47.
System łączności samolotu został również unowocześniony. Samolot otrzymał nową, dwuzakresową radiostację UKF (decymetrowy i metrowy) Magnavox AN/URC-126 Have Quick IIA, także pracującą w systemie FH (skokowo zmiennej częstotliwości). Amerykańskie samoloty otrzymały dotychczasowy system identyfikacji „swój-obcy” AN/APX-101, ale F-16C/D Block 50 dla Grecji zostały wyposażone w system identyfikacji AN/APX-113, pochodzący z wersji F-16A/B MLU. Można go poznać po czterech charakterystycznych antenach przed kabiną pilota.
Samoloty Block 50 (i 52) od początku przenosiły pociski AGM-88 HARM, maksymalnie cztery (na wewnętrznych i środkowych zaczepach podskrzydłowych, węzły 3, 4, 6, 7). Jednak dopiero od odmiany Block 50D (sześćdziesiąty wyprodukowany F-16C i dwudziesty F-16D Block 50) zostały one wyposażone w system AN/ASQ-213 HTS (Harm Targeting System). System ten nie miał takich możliwości bojowych jak podobne urządzenie na samolotach F-4G Wild Weasel, choć jedyną różnicą było wykrywanie promieniujących środków jedynie w przedniej półsferze, a nie dookrężnie. Natomiast pod względem rodzajów identyfikowanych celów oraz dokładności ich umiejscowienia, jego możliwości były takie same. HTS umieszczono w niewielkim zasobniku, montowanym po prawej stronie wlotu powietrza do silnika, na zaczepie 5R. Pierwsze próby systemu HTS z odpalaniem pocisków AGM-88 HARM rozpoczęły się w 1994 r. Poza wyposażeniem w system wszystkich kolejnych samolotów F-16C/D Block 50D (i wyższych „podbloków”), USAF wyposażyły w HTSy także samoloty Block 50C.
Poza opisanymi zmianami pozostałe elementy wyposażenia, są takie same jak na Block 40/42, należy jednak przypomnieć, że samoloty Block 50/52 nie przenoszą LANTIRNów.
Pierwszy samolot F-16C Block 50 (90-0801) został oblatany w Fort Worth 22 października 1991 r. Za sterami samolotu siedział Keith Giles. Pierwszy dwumiejscowy F-16D Block 50 (90-0834) został oblatany 1 kwietnia 1992 r. przez załogę Steve Barter i Bland Smith. Łącznie do 1995 r. zbudowano 175 F-16C i 28 F-16D Block 50 dla USAF, z czego 116 F-16C i 6 F-16D z systemem HTS + 21 F-16C i 4 F-16D Block 50C, które otrzymały HTSy już w toku eksploatacji. Zagranicznym użytkownikiem tej wersji stała się Grecja, która otrzymała 32 F-16C i 8 F-16D Block 50, łącznie w Fort Worth zbudowano więc 207 F-16C i 36 F-16D Block 50 (razem 243). Drugim producentem (i zagranicznym użytkownikiem) tej wersji była Turcja, zakłady TAI zbudowały łącznie 60 F-16C i 20 F-16D Block 50. Całkowita liczba powstałych F-16 Block 50 wyniosła 267 F-16C i 56 F-16D (razem 323).
W 2000 r. rozpoczęła się produkcja kolejnych F-16C/D Block 50 dla USAF, na razie dostarczono jednak tylko 1 F-16C Block 50 (99-0082).

## F-16C i F-16D Block 52
Samoloty serii Block 52 różniły się od poprzedniej odmiany jedynie zastosowaniem silnika Pratt Whitney F100-PW-229 o ciągu 79,13 kN bez i 128,91 kN z dopalaniem. Początkowo z silnikami tymi były pewne problemy, dochodziło bowiem do urywania się łopatek turbiny. Problem ten ostatecznie rozwiązano do października 1991 r. i silnik dopuszczono do normalnego użytkowania.
Poza silnikiem, możliwości i wyposażenie tych samolotów jest identyczne. Tylko pierwsze dwa F-16 Block 52A (po jednym – F-16C i F-16D) nie były pierwotnie wyposażone w HTS. Pierwszy z nich oblatano 22 października 1992 r., za jego sterami siedział Steve Barter. Pierwszy F-16D Block 52 został oblatany 24 listopada 1992 r. przez Joe Sweeneya i Steve’a Bartera.
Kolejne samoloty były już budowane w standardzie Block 52D (nie było Block 52, 52B i 52C), co oznaczało wyposażenie samolotu w system HTS. Łącznie zbudowano 42 F-16D i 12 F-16D Block 52 dla USAF. Odbiorcami zagranicznymi tej wersji był Singapur, który otrzymał 18 F-16C i 12 F-16D Block 52 wyprodukowanych w Fort Worth oraz Korea Południowa, która otrzymała łącznie 80 F-16C i 40 F-16D Block 52. 52 F-16C i 20 F-16D wyprodukowały zakłady Samsung na amerykańskiej licencji. Spośród pozostałych jedynie 2 F-16C i 10 F-16D wykonały zakłady Fort Worth, a pozostałe 26 F-16C i 10 F-16D złożono w zakładach Samsung, z części dostarczonych ze Stanów Zjednoczonych. Całkowita produkcja Block 52 wyniosła więc 140 F-16C i 64 F-16D (razem 204).

## Modernizacje samolotów Block 50 i 52

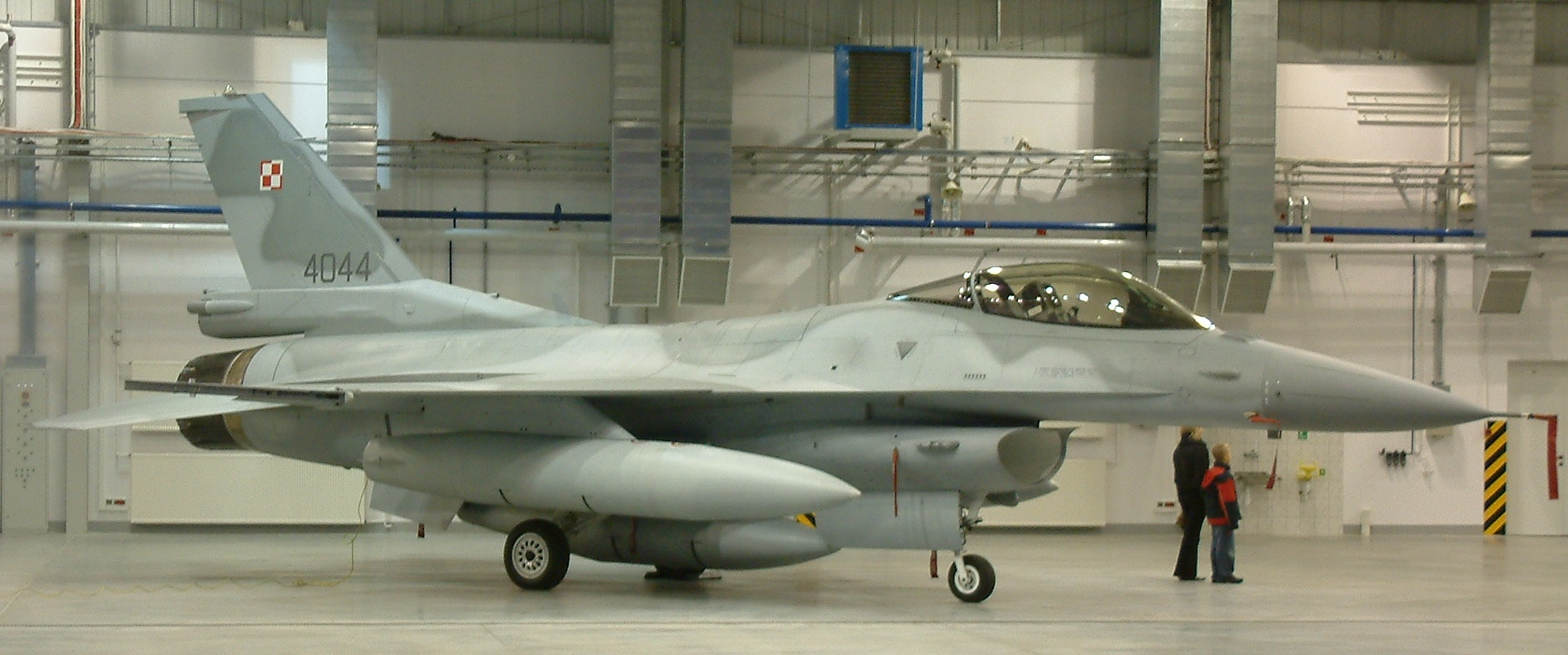
Polski F-16C Block 52+

Podobnie jak w przypadku Block 40/42 samoloty serii Block 50 i 52 przechodzą modernizację Gold Strike, w wyniku której samolot wyposaża się w „kolorową” wersję terminalu IDM, kabinę dostosowaną do użycia NVG oraz celownik nahełmowy. Modernizacja została zakończona w 2003.
Wcześniej natomiast wszystkie pozostałe jeszcze w służbie samoloty zostaną wyposażone w holowane pułapki AN/ALE-50.
Obecnie także samoloty Block 50/52 przenoszą najnowsze uzbrojenie w postaci bomb JDAM i JSOW. Z nowych typów uzbrojenia samoloty Block 50/52 są pierwszymi F-16 zintegrowanymi z pociskami przeciwokrętowymi AGM-84 Harpoon. Są to pociski o napędzie odrzutowym, wykonujące lot na wysokości 5–10 m nad powierzchnią morza. W początkowej fazie są kierowane bezwładnościowo, do celu wskazanego przez radiolokator nosiciela i przez niego zaprogramowane. Używane są pociski w wersjach AGM-84C i AGM-84D, charakteryzujące się zasięgiem 135–140 km. Odmiana AGM-84D charakteryzuje się radiolokatorem uodpornionym na zakłócenia radioelektroniczne.

## F-16E i F-16F Block 60

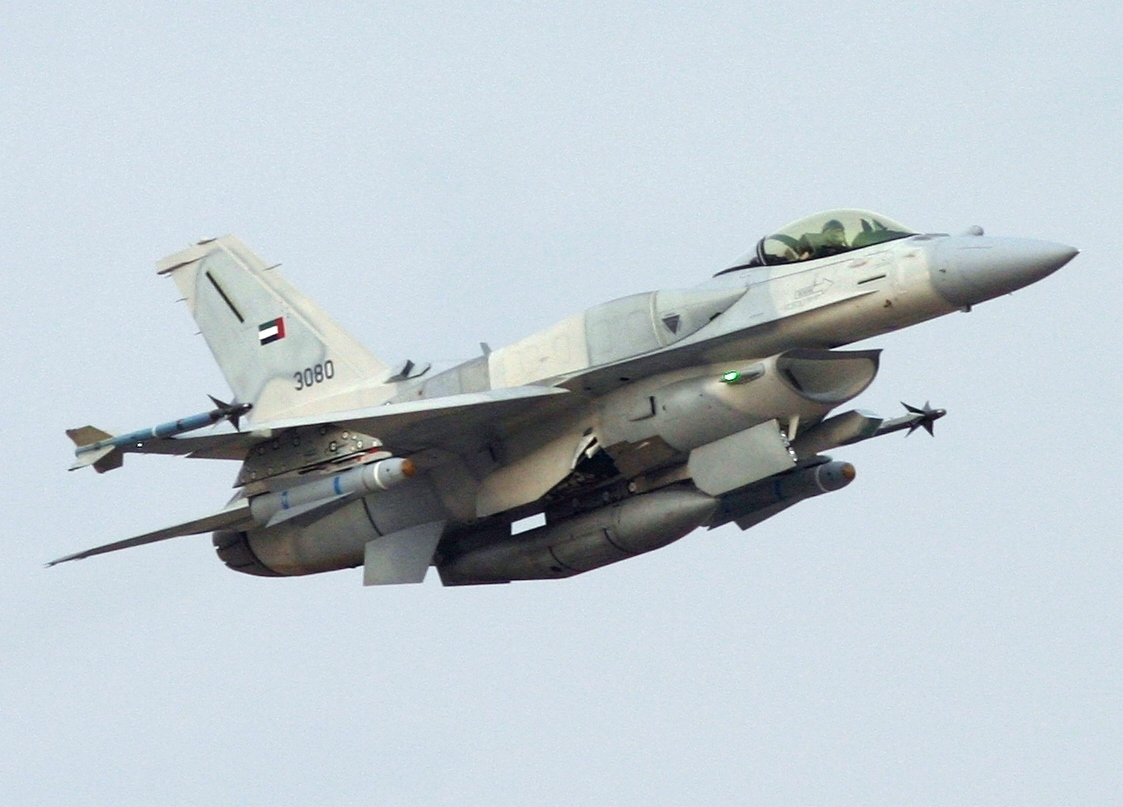
F-16E Desert Falcon

Ostatnia wersja nazwana też Desert Falcon, myśliwiec generacji 4.5, głęboko zmodyfikowany na zamówiona Zjednoczonych Emiratów Arabskich. Zamówienie złożono w 1998, dostawy 80 sztuk rozpoczęto w 2004 roku. Rozwój wersji, wart 3 mld USD, został sfinansowany w całości przez ZEA. Samolot otrzymał radar AESA AN/APG-80, zasobnik celowniczy/FLIR AN/ASQ-28 IFTS i zakłócający system samoobrony ALQ-165 od Northrop Grumman, wydajniejszy silnik General Electric F110-GE-132 o ciągu 144,6 kN, całkowicie cyfrowy kokpit, dodatkowe wyrzutnie flar i dipoli, oprócz uzbrojenia z Block 52+ samolot przenosi pociski MBDA MICA.
Numer Block 60 odnosił się też do niezrealizowanej szturmowej wersji wsparcia wojsk lądowych F/A-16 z 30 mm działkiem.

## F-16A i F-16B MLU

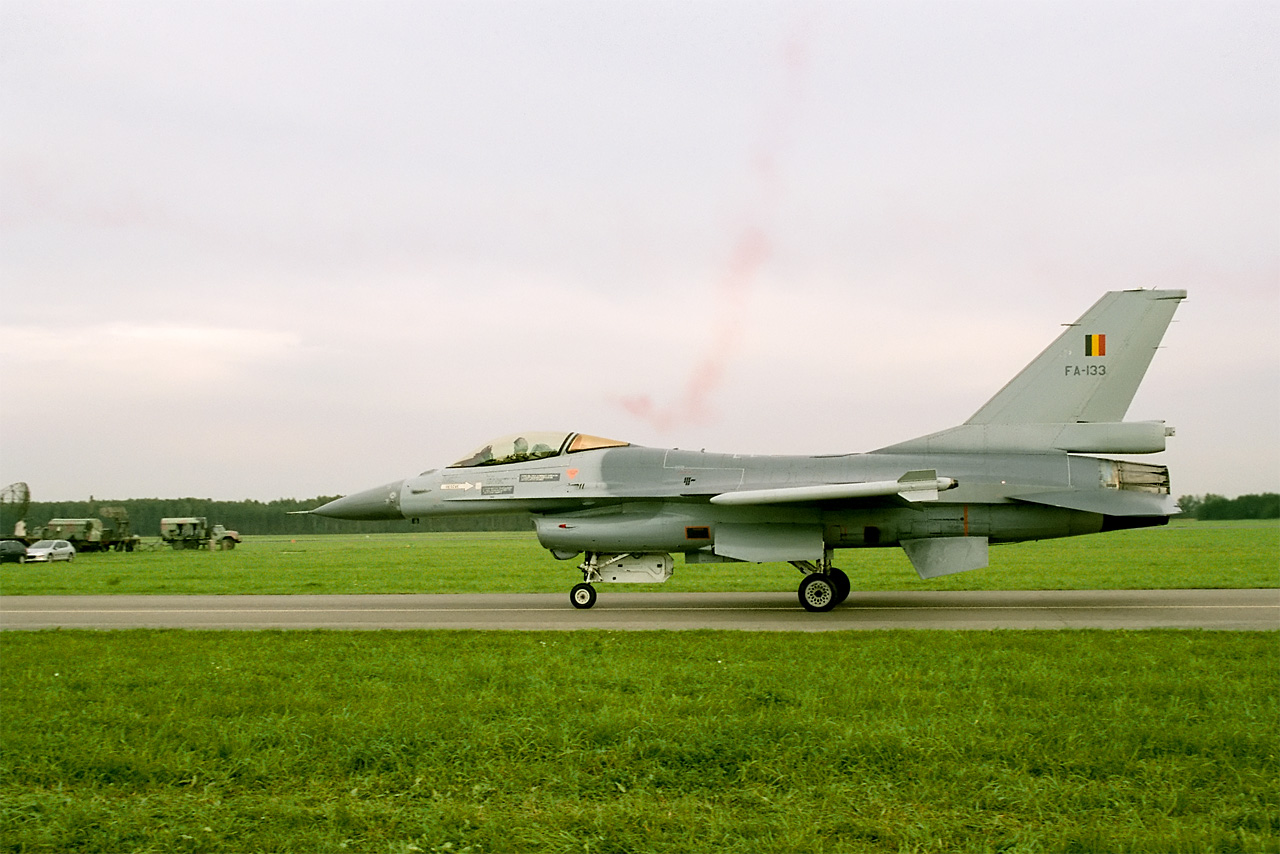
Belgijski F-16A MLU

Europejskie F-16A/B obecnie reprezentują standard MLU.
Wejście do uzbrojenia nowej generacji samolotów sowieckich skłoniło użytkowników F-16A/B (w tym Stany Zjednoczone) do podjęcia modernizacji, która by tę sytuacje zmieniła. Holandia była pierwszym krajem, który już w 1985 r. zaproponował podjęcie takiej modernizacji, która zmierzała w dwóch kierunkach:
- przedłużenie żywotności samolotów F-16A/B, umożliwiając im pozostanie na uzbrojeniu do czasu wejścia do uzbrojenia jego następcy;
- poprawę możliwości bojowych w zakresie zwalczania celów powietrznych poprzez modyfikację stacji radiolokacyjnej i wprowadzenie możliwości atakowania celów powietrznych spoza zasięgu ich widzialności oraz poprzez unowocześnienie systemu identyfikacji „swój-obcy”;
- poprawę możliwości bojowych w zakresie zwalczania celów naziemnych, poprzez rozszerzenie asortymentu uzbrojenia kierowanego i wprowadzenie urządzeń do obserwacji w podczerwieni, dając możliwość poszukiwania celów i celowania przy ograniczonej widzialności i w nocy;
- inne usprawnienia, w tym dalszą poprawę warunków pracy pilota, unowocześnienei systemu WRE samolotu, poprawienie możliwości nawigowania samolotu itp.

Powyższe założenia modernizacyjne zostały sprecyzowane w rok później, gdy do programu przyłączyły się pozostałe państwa NATO używające F-16A/B (Belgia, Dania, Norwegia i Stany Zjednoczone). Prace nad modernizacją, nazwaną Mid-Life Update – MLU (unowocześnienie w toku eksploatacji) zaczęły się jeszcze w okresie zimnej wojny. Tuż po jej zakończeniu, 15 czerwca 1991 r., pięciu partnerów podpisało z firmą General Dynamics kontrakt na opracowanie modernizacji MLU, planując początkowo nią objąć 534 samoloty serii Block 10 i Block 15, należących do pięciu państw: Belgii (111), Danii (63), Holandii (172), Norwegii (58) i Stanów Zjednoczonych (130). Jednak w toku prac nad planowaną modernizacją utrwaliła się zmiana układu sił na świecie, w wyniku czego Stany Zjednoczone w 1992 r. wycofały się z programu MLU (w sensie modernizacji własnych samolotów, ale nie w sensie udziału w pracach i pomocy technicznej), gdyż w wyniku redukcji samoloty F-16A/B, z wyjątkiem zmodernizowanych do standardu ADV (Air Defense Variant), niemal zniknęły z uzbrojenia. W wyniku renegocjacji 28 stycznia 1993 r. zawarto porozumienie na modernizację 301 samolotów, co zostało ostatecznie zatwierdzone w czerwcu 1993 r. Kontrakt na powyższą modernizację został podpisany półtora miesiąca później, a głównym wykonawcą opracowania modernizacji został koncern Lockheed Martin, który w międzyczasie przejął General Dynamics.

### Przedłużenie żywotności płatowca
W okresie, gdy powstawał F-16, nie przewidywano, że częste wykorzystanie właściwości manewrowych samolotu i wytwarzanie przeciążeń rzędu 9 g przyśpieszy zużycie struktury płatowca. W wyniku tego w toku eksploatacji pojawiły się włoskowate pęknięcia wręgów kadłubowych, przenoszących obciążenia od dźwigarów płata na niektórych samolotach. W związku z tym, należało zacząć od dokładnego sprawdzenia struktury płatowca, przed przystąpieniem do modernizacji. Podjęto więc program Aircraft Structural Integrity Program (ASIP – program integralności struktury płatowców). W ramach programu miał zostać dokonany przegląd i sprawdzenie struktury płatowców, wybranych do modernizacji, przy czym struktura miała być monitorowana w toku dalszej eksploatacji. Dane co do pojawiających pęknięć są gromadzone w utworzonej bibliotece danych i na tej podstawie określono tzw. widmo obciążeń. Zdecydowano, że samoloty po modernizacji MLU będą systematycznie sprawdzane przy pomocy systemu analizy zmęczenia struktury i oceny pod kątem zastosowania bojowego (Fatigue Analysis & Combat Evaluation System – FA&CES). System łączy analizę pojawiających się pęknięć i wypracowanego widma obciążeń z analizą rodzaju misji wykonywanych przez samolot, co pozwoli prognozować stopień zmęczenia struktury, w zależności od kolejnych, wykonywanych misji i ich rodzaju. Równolegle nałożono też pewne dodatkowe ograniczenia eksploatacyjne, np. dopuszczalnego przeciążenia z podwieszeniami zewnętrznymi, a także ogranicza się liczbę lotów szkolnych z ciężkimi podwieszeniami zewnętrznymi. Warto zwrócić uwagę na te ograniczenia, jako że utrudniają one normalną eksploatację samolotu.
Wszystkie opisywane przedsięwzięcia, to jednak za mało. Dlatego dodatkowo podjęto program Pacer Slip, mający na celu wzmocnienie struktury płatowca. Program Pacer Slip prowadzony jest równolegle, z modernizacją MLU, na tych samych płatowcach. Polega on na montażu dodatkowych, wzmocnionych wręg w środkowej części kadłuba, które przejmują część obciążeń od skrzydeł. Było to konieczne, gdyż sama modernizacja MLU wymagała wywiercenia w istniejących wręgach otworów, celem przeprowadzenia dodatkowych wiązek przewodów, co po raz kolejny osłabia strukturę płatowca. Początkowo zakładano, że program Pacer Slip wydłuży żywotność płatowca o 5000 godzin, jednak ostatecznie Lockheed Martin określił, że płatowce będą dysponowały dodatkowym resursem w wymiarze 4000 godzin, niezależnie od dotychczasowego nalotu. Dlatego modernizacji Pacer Slip poddaje się samoloty w określonej sekwencji (zaczynając od płatowców w najgorszym stanie technicznym), tak by do maksimum wykorzystać żywotność samolotów.

### Wymiana głównych elementów awioniki
Podstawą poszerzenia możliwości bojowych jest zabudowanie nowych elementów awioniki, wokół których zostaną zintegrowane urządzenia dające nowe możliwości zastosowania bojowego samolotu. Ten nowy „trzon” wyposażenia, jest wykorzystywany zarówno w zwalczaniu celów powietrznych, jak i naziemnych, dlatego omówimy go w pierwszej kolejności.
Aby na samolocie mogły być zamontowane ulepszone systemy nawigacyjne i celownicze, należało wymienić „serce” całego systemu, wokół którego był on integrowany. Dotychczas systemy samolotu nie były jednolicie zintegrowane, kilka podsystemów pracowało oddzielnie, wypełniając określone funkcje, lecz nie wspierając się wzajemnie. Jeden komputer pracował w systemie celowniczym, obsługując stację radiolokacyjną. System nawigacyjny pracował oddzielnie mając swój wylicznik współpracujący bezpośrednio z bezwładnościowym układem nawigacyjnym. Oddzielenie obu układów uniemożliwiało wykorzystanie danych stacji radiolokacyjnej pracującej na zakresie obserwacji celów naziemnych do korygowania układu nawigacyjnego. Inny komputer zarządzał pracą układu podwieszeń uzbrojenia i wybór środków bojowych, jeszcze inny procesor sterował zobrazowaniem na jedynym monitorze w kabinie i na wąskokątnym wskaźniku przeziernym HUD. Otrzymywał on pewne informacje z układów nawigacyjnych i z systemu celowniczego, ale synteza wskazań nie była możliwa.
Aby wyeliminować powyższe wady, i by możliwa była szybsza obróbka informacji od większej liczby urządzeń, postanowiono użyć komputera wielofunkcyjnego MMC – Multi-Mision Computer, podobnego do tego, zastosowanego na samolotach F-16C/D Block 50/52. Technologie, zastosowane w opisywanym komputerze, zostały opracowane pod kątem najnowszego myśliwca USAF – F-22 Raptor. Komputer ten składa się właściwie z kilku redundantnych komputerów z 32-bitowymi procesorami MIPS R3000 o architekturze RISC, pracującymi pod kontrolą systemu operacyjnego Unix. Całość ma konstrukcję modułową, złożoną z łatwo wymienialnych podzespołów, tzw. LRM – Line Replaceable Modules – podzespołów wymienialnych w warunkach polowych (w USA stosuje się termin LRU – Line Repleceable Units). Także oprogramowanie składa się z kilku oddzielnych programów o strukturze modułowej, dzięki czemu można wymieniać tylko jego część, czyli poszczególne moduły oprogramowania. Całość daje więc możliwość łatwych modernizacji w przyszłości. Wymiana całego oprogramowania może się odbyć poprzez specjalny interfejs bez demontażu komputera MMC z samolotu i trwa ok. 35 minut. Pamięć operacyjna komputera ma pojemność 60 MB, a 64-bitowy procesor zapewnia szybkość 155 milionów operacji na sekundę.
Komputer MMC, współpracujący z kilkoma szynami danych MILSTD 1553B, poprzez które włączono w system wszystkie urządzenia nawigacyjne, celownicze, zarządzania podwieszeniami i zarządzania zobrazowaniem w kabinie. Szyny danych dają możliwość podłączenia dodatkowych urządzeń w przyszłości, a ich oprogramowanie napisane w języku ADA, umożliwia łatwą integrację nowych typów uzbrojenia, w tym pocisków przeciwradiolokacyjnych AGM-88 HARM lub bomb kierowanych Paveway, które wymagają podania informacji do własnych procesorów także w języku ADA.
Dzięki temu, że istnieje taka możliwość, oprogramowanie jest ciągle modernizowane i w związku z tym ma kilka, stopniowo ulepszanych wersji. Początkowo zastosowano zubożoną nieznacznie wersję M1, znaną z F-16C/D Block 50/52 (w oryginale M1+). Ostatnio (w końcu 2000 r.) wprowadzono wersję M2 (w USAF pełna wersja M2+), a w przygotowaniu jest oprogramowanie M3, a w dalszej perspektywie M4. W algorytmach kolejnych wersji programu eliminowane są błędy stwierdzone na wersjach poprzednich, a jednocześnie wprowadzane są do oprogramowania nowe typy uzbrojenia (np. bomby JDAM). Przypuszczalnie amerykańskie oprogramowanie (oznaczone znakiem „+”) dostosowane do algorytmów zrzutu bomb jądrowych i na tym polega główna różnica pomiędzy wersjami europejskimi.
Kolejnym kierunkiem zmian ogólnych jest zmiana wyposażenia kabiny, zmierzająca do dalszego usprawnienia pracy pilota. W miejsce jednego monitora zobrazowania sytuacji taktycznej wprowadzono trzy monochromatyczne (czarno-białe) monitory wielofunkcyjne, przy czym w miarę napływu środków finansowych planuje się ich wymianę na monitory kolorowe. Monitory mają wymiary 10 na 10 cali (25,4 × 25,4 cm). Zobrazowaniem steruje komputer MMC, a na monitorach można wyświetlać przyrządy w układzie dostosowanym do aktualnego stanu lotu, syntetyczną mapę z nałożoną na nią sytuacją taktyczną, a także zobrazowanie urządzeń kierowania ogniem, stanu podwieszeń i inne informacje. Poza nowymi montorami w kabinie wymieniono też wskaźnik zobrazowania czołowego (HUD), zastępując go nowoczesną jednostką szerokokątną, z lepszą czytelnością symboli. Nowy HUD ma kąty zobrazowania 25° × 25° lub (w niektórych opcjach zobrazowania) 14° × 21°. Równolegle wymieniono też sterownice, zastępując boczny drążek i dźwignię sterowania silnikiem na te, zastosowane w samolocie F-16C/D Block 50/52, z większą liczbą przełączników na drążku i dźwigni sterowania silnikiem (pełny HOTAS, zamiast częściowego).

### Poprawa możliwości zwalczania celów powietrznych ze średnich odległości
Jak powiedzieliśmy na wstępie możliwości zwalczania celów powietrznych F-16A/B były ograniczone do zasięgu widzialności wzrokowej. Jednak na współczesnym polu walki myśliwiec musi mieć zdolność do zwalczania przeciwnika ze średniej odległości i, jak pokazują doświadczenia współczesnych konfliktów, wygrywa ten, kto zna obraz sytuacji powietrznej i zdoła zająć dogodną pozycję taktyczną, a następnie pierwszy podejmie atak i pierwszy odpali pocisk kierowany średniego zasięgu.
Aby taki możliwości dać F-16A/B MLU, samoloty otrzymały zmodernizowaną stację radiolokacyjną oznaczoną AN/APG-66(V)2. Radiolokator opracowany przez firmę Westinghouse został wyposażony w szybszy cyfrowy procesor, w którym pamięć operacyjna została powiększona z pierwotnych 64 KB do 160 kB. Umożliwiło to wprowadzenie częściowego skanowania fazowanego anteny, a to z kolei śledzenie różnych celów powietrznych w szerszym zakresie kątów. Wspomniana modernizacja zwiększyła zasięg wykrywania celów powietrznych o ok. 25% (do 80–110 km w zależności od rodzaju celów, niezależnie czy na tle ziemi, czy nie). Radiolokator może teraz śledzić do 10 celów powietrznych nie przerywając wykrywania (Track while Scan), a do sześciu z nich jednocześnie mogą być przygotowane dane do strzelania pociskami AIM-120 AMRAAM. Jednocześnie można odpalić dwa pociski tego typu do dwóch różnych celów, a natychmiast po zakończeniu sekwencji naprowadzenia – kolejne dwa, gdyż przygotowanie danych do strzelania następnymi AMRAAMami następuje niejako „w tle”, w czasie naprowadzania poprzednich rakiet. Zakres wyostrzania wiązki dopplerowskiej (Doppler Beam Sharpening) umożliwia też łatwe wykrywanie celów wolno poruszających się (śmigłowców), a także wykrywanie celów pod kątem kursowym zbliżonym do 90o, nie występuje więc charakterystyczne dla radiolokatorów dopplerowskich zanikanie celów lecących prostopadle do myśliwca.
Zintegrowanie pocisków AIM-120 AMRAAM (w tym ich najnowszej odmiany AIM-120C-5) z systemami samolotu dało F-16A/B możliwość zwalczania celów powietrznych ze średniej odległości, bez ich wzrokowej widzialności, na odległość do 50–60 km. AMRAAM charakteryzuje się niezwykłą skutecznością, zagwarantowaną aktywnym radiolokacyjnym układem samonaprowadzania, w połączeniu z wysoką manewrowością pocisku, co praktycznie uniemożliwia jego wymanewrowanie. W dodatku można go odpalać z tych samych belek ALU-114, na których podwiesza się pociski AIM-9 Sidewinder. F-16A/B MLU przenosi sześć belek tego typu na dwóch zewnętrznych zaczepach podskrzydłowych i na końcach skrzydeł, co umożliwia zastosowanie dowolnej, symetrycznej kombinacji obu typów (6 jednego typu, 2+4 lub 4+2). Czas odtworzenia gotowości bojowej przy zmianie kombinacji rakiet nie różni się od czasu niezbędnego do powtórnego podwieszenia pocisków tego samego typu, właśnie dzięki wspólnym belkom.
AIM-120 AMRAAM został po raz pierwszy odpalony z samolotów F-16A/B MLU 12 grudnia 1997 r., kiedy to w Eglin rozpoczęto próby pocisków z użyciem duńskiego F-16B MLU nr ET-204. W pierwszym locie załogę stanowili kpt. Jens Petersen (Duńczyk) i mjr Pleun Troost (Holender). W pierwszej próbie użyto dwóch celów powietrznych MQM-107, które leciały na wysokości 1200 m, w odległości 5,7 km jeden od drugiego. W maksymalnej odległości użycia AIM-120 (przypuszczalnie ok. 50 km) F-16B odpalił jeden pocisk, symulując odpalenie drugiego (pocisk pozostał na wyrzutni, rejestrowano jedynie współpracę radiolokatora z układami pocisku). Z chwilą podjęcia ich zwalczania oba cele wykonały zakręty na kurs różny o 40° od pierwotnego, w rozbieżnych kierunkach, przy czym ten rzeczywiście zaatakowany zniżył się do ok. 360 m, a ten którego zwalczanie symulowano nabrał wysokości do ok. 4300 m. Atakujący samolot leciał przez cały czas na wysokości ok. 2700 m. Pomimo to cel atakowany odpalonym AMRAAMem został bezpośrednio trafiony, a wynik symulowanego zwalczania także oceniono pozytywnie. Próba ta udowodniła możliwość jednoczesnego atakowania dwóch różnych celów powietrznych w dużej odległości od siebie.
Warto jeszcze dodać, że w zmodernizowanych radiolokatorach wprowadzono też zakres Ride Assessment Mode, umożliwiając wydzielenie poszczególnych samolotów lecących w jednej grupie w ciasnych odstępach ze znacznej odległości.
Kolejnym, niezwykle istotnym elementem jest zastosowanie w ramach modernizacji MLU urządzenia do transmisji danych – Improved Data Modem (IDT). Poprzednio F-16A/B w ogóle nie dysponowały urządzeniami do wymiany informacji pomiędzy samolotami czy elementami naziemnymi. IDT umożliwia włączenie F-16A/B do taktycznego systemu wymiany informacji JTIDS (Joint Tactical Information Distribution System), z zastosowaniem NATOwskiego protokołu Link 16. Wymiana informacji taktycznej – głównie o położeniu środków OPL i samolotów przeciwnika jest możliwa w czasie rzeczywistym, a szybkość transmisji wynosi 16-18 kB/s. Zastosowanie protokołu Link 16 nie zapewnia jednak wymiany informacji ze wszystkimi użytkownikami JTIDS, np. ze śmigłowcami AH-64A+/D Apache, stosującymi inne terminale. Najczęściej jednak stosuje się sprzęgnięcie ośmiu samolotów F-16A/B, które działając w luźnym ugrupowaniu są w stanie wymeniać informacje między sobą, część z samolotów może mieć więc wyłączone własne stacje radiolokacyjne, co ułatwia im skryte podejście do celu.
Jeszcze innym problemem, którego doświadczono w toku konfliktów z szerokim zastosowaniem taktyki walki powietrznej na średnich odległościach (począwszy od operacji Pustynna Burza) jest właściwa identyfikacja celów powietrznych. Jak wykazały analizy przeprowadzonych walk, istnieje poważne niebezpieczeństwo zestrzelenia własnego samolotu, szczególnie w sytuacji zmasowanego uderzenia na terytorium przeciwnika, gdy własne samoloty wracają do własnych baz, a w ich ugrupowanie włączą się nieprzyjacielskie samoloty, wykonujące kontruderzenie. W przypadku przypadkowego powrotu niekiedy uszkodzonych samolotów po różnych, nie zawsze uprzednio zaplanowanych trasach, a także w toku rozwoju bitwy powietrznej na znacznych przestrzeniach, jedynym środkiem identyfikacji pozostaje urządzenie „swój-obcy”. Dlatego musi być to urządzenie pewne i na tyle zaawansowane technologicznie, by niemożliwe było symulowanie pozytywnej odpowiedzi przez przeciwnika.
Tego typu urządzenia identyfikacyjne weszły do produkcji niemal równocześnie w USA i ZSRR a latach 80. Zasada pracy urządzeń typu Parol (ZSRR) i amerykańskiej „serii setnej (AN/APX-100 i wyżej) opiera się na zasadzie zawarcia w pytaniu i odpowiedzi rozwinięcia szeregu matematycznego, przy zmieniających się kodach (formule rozwinięcia) w milionach różnych kombinacji. Dodatkowo, na urządzeniach serii od AN/APX-111 wzwyż, urządzenie to pracuje jednocześnie na kilku częstotliwościach w poszczególnych zakresach, dublując odpowiedź, co utrudnia zakłócenie sygnału zapytania i odpowiedzi. Właśnie AN/APX-111 został po raz pierwszy zastosowany na amerykańskich F-16A/B ADF (Air Defense Fighter), z jego charakterystycznymi czterema antenami przed kabiną pilota. Odmiana eksportowa urządzenia nosi oznaczenie AN/APX-113 i może być dostarczana dla państw NATO i wybranych sojuszników USA. AN/APX-113 zastosowano też na F-16A/B MLU. Zewnętrznie samoloty otrzymały także cztery anteny przed kabiną, choć o innym kształcie, niż na F-16A/B ADF. Właśnie po tych czterech antenach przed kabiną najłatwiej odróżnić samoloty po modyfikacji MLU od tych sprzed modernizacji. Kilka pozostałych anten nowego urządzenia identyfikacyjnego ukryto pod antenami radioprzeźroczystymi.

### Poprawa możliwości w manewrowych walkach powietrznych
F-16A/B zawsze charakteryzował się niezwykłą manewrowością, co na przestrzeni wielu lat (do początków lat 90., gdy w uzbrojeniu pojawiło się wiele typów wysoce manewrowych myśliwców) zapewniło mu bezwzględne panowanie w bezpośredniej walce powietrznej. Obecnie te dobre własności uległy nieznacznemu pogorszeniu wskutek wzrostu masy po modyfikacji, zaplanowano więc poprawę własności dynamicznych F-16A/B.
Dotychczas stosowane silniki Pratt Whitney F100-PW-200 o ciągu 105,84 kN z dopalaniem w modyfikacji F-16A/B MLU mają zostać zastąpione zmodernizowane przez silniki F100-PW-220E o ciągu 107,4 kN z i 65,3 bez dopalania. Nieznaczny przyrost ciągu nie jest tu jednak najważniejszy, lecz zastosowanie w pełni elektronicznego układu sterowania nim, który eliminuje występowanie pompażu w czasie gwałtownego manewrowania. Pompaż był dotychczas pewnym problemem na F-16 z silnikami F100-PW-200, w wyniku czego na samolot nałożono pewne ograniczenia eksploatacyjne. W wyniku pompażu utracono kilka samolotów F-16, gdyż jego wystąpienie zmusza do wyłączenia silnika, i gdy nie ma warunków do jego ponownego uruchomienia, na samolocie jednosilnikowym kończy się to katapultowaniem. Dlatego tak ważne było wyeliminowanie tej wady. Silniki F100-PW-220E nie są nowymi silnikami, lecz powstają poprzez przebudowę dotychczas stosowanych F100-PW-200. Zamontowanie elektronicznego procesora w układzie sterowania pracą silnika umożliwiło zmniejszenie telerancji w regulatorze temperatury gazów (pracuje on poprzez regulację przekroju dyszy wylotowej) i właśnie nieznaczne podniesienie dopuszczalnej temperatury dało też wspomniany lekki wzrost ciągu silnika.
Najważniejszymi elementami, które istotnie podnoszą możliwości w manewrowej walce powietrznej są jednak wprowadzenie celownika nahełmowego i nowego typu pocisku rakietowego do manewrowej walki powietrznej.
W programie MLU przewidziano wybranie celownika nahełmowego spośród trzech istniejących typów. Były to konstrukcje firmy Honeywell – Look and Shoot oraz GEC Marconi Viper I oraz Viper IV. W dniach 13-25 sierpnia 1998 przeprowadzono w Leuwarden w Holandii serię prób na holenderskim F-16B MLU z zastosowaniem celowników nahełmowych wszystkich trzech typów. Celownik nahełmowy współpracuje z układem odniesienia HMCS (Helmet Mounted Cueing System – nahełmowy układ wskazywania), umożliwiając zintegrowanie dowolnego, spośród trzech wymienionych typów hełmów z układem wskazującym, wybór tego ostatniego nastąpi na podstawie przeprowadzonych prób indywidualnie, przez każdego z użytkowników F-16A/B MLU. Zastosowanie celownika nahełmowego w manewrowej walce powietrznej umożliwia wskazanie celu pociskom powietrze-powietrze, nawet gdy znajduje się on pod dużym kątem w stosunku do myśliwca (nawet 90°). Gdy myśliwiec, limitowany wytrzymałością pilota, nie jest w stanie wykonać ciasnego dowrotu w tylną półsferę celu (nawet z przeciążeniem 9 g), to pocisk klasy AIM-9L/M Sidewinder może taki dowrót wykonać z przeciążeniem 45 g, lecąc z około dwukrotnie większą szybkością, z łatwością dosięgając wrogi samolot, który nie jest już w stanie przed nim uciec.
Drugim elementem, który uzupełnia powyższe możliwości, jest nowy typ pocisku powietrze-powietrze do manewrowej walki powietrznej. Charakteryzowałby się on powyżej przedstawionymi możliwościami manewrowymi – 45-60 g, uzyskiwanymi dzięki sterowanemu wektorowi ciągu, a także głowicą termowizyjną, w miejsce klasycznej głowicy termicznej, co uodparnia go na wystrzeliwane pułapki na podczerwień. Takimi pociskami jest nowa konstrukcja firmy Raytheon – AIM-9X Super Sidewinder (program Box Office) oraz pozostający w fazie opracowania zachodnioeuropejski Iris-T. Elementy pocisku AIM-9X (wprowadzone na AIM-9M) w połączeniu z nahełmowym wskaźnikiem celu zostały przez Raytheon przetestowane już w 1994, w 2000 natomiast AIM-9X znajdował się w zaawansowanym stadium prób, mając już na kącie kilka odpaleń.
W samolotach modernizacji MLU pozstaną natomiast analogowe komputery w układzie aktywnego sterowania lotem, choć stnieje możliwość zastosowania w przyszłości cyfrowych komputerów FLCC (Flight Control Computer) z samolotów serii Block 40/42/50/52. W przypadku włączenia tych ostatnich do pakietu modernizacyjnego F-16A/B MLU będzie w pełni odpowiadał standardowi care free, zwalniając pilota od przestrzegania ograniczeń eksploatacyjnych, w tym granicznych kątów natarcia i przeciążeń, co w walce powietrznej pozwala na skrajne wychylenia sterownic bez kontroli wskazań przyrządów w kabinie i skoncentrowanie się na taktycznych aspektach walki powietrznej.

### Poprawione możliwości w zakresie zwalczania celów naziemnych
Aby dać możliwość nowym samolotom łatwiejszego prowadzenia nawigacji nad terenem przeciwnika, gdy nie ma możliwości korygowania systemu nawigacyjnego powszechnym TACANem (za duża odległość od naziemnych elementów systemu), na F-16A/B MLU wprowadzono nowy zakres pracy pokładowej stacji radiolokacyjnej AN/APG-66(V)2. Jest to tzw. Digital Terrain System – DTS, umożliwiający wykonywanie dokładnej, cyfrowej mapy terenu. Ciekawą cechą DTS jest zastosowanie w pamięci przystawki do radiolokatora biblioteki danych, z wprowadzonym cyfrowym zobrazowaniem terenu w rejonie działań samolotów. Porównanie mapy tworzonej z obserwowacji radiolokacyjnej, z tą wprowadzoną do bazy danych systemu DTS umożliwia precyzyjne umiejscowienie samolotu w przestrzeni, co pozwala na skorygowanie bezwładnościowego urządzenia nawigacyjnego. Tak więc nawet przy niedostępności GPS (np. w warunkach konflikt jądrowego) możliwa jest precyzyjna nawigacja samolotu, bez konieczności korzystania z urządzeń nawigacyjnych nad własnym terytorium.
Radiolokator AN/APG-66(V)2 umożliwia też wykonywanie automatycznych lotów zgodnie z rzeźbą terenu na wysokościach do 60 m, przy czym DTS wspomaga wówczas pracę radaru, ostrzegając zawczasu przed wprowadzonymi do jego pamięci sztucznymi przeszkodami terenowymi (liniami wysokiego napięcia, licznymi w Europie wieżami telefonii komórkowej i innymi wysokimi masztami).
Kolejne zmiany dotyczą samego uzbrojenia. Pod zmodyfikowanym (wzmocnionym) chwytem powietrza można podwieszać zasobnik Sharpshooter, stanowiący uproszcząną wersję LANTIRNa, a właściwie jego elementu celowniczego. Zasobnik umożliwia prowadzenie obserwacji celów naziemnych w podczerwieni i naprowadzanie na nie promienia laserowego, przy czym laserowy dalmierz i podświetlacz celu stanowi część jego wyposażenia. Dzięki zastosowaniu Sharpshootera istnieje teraz możliwość wykrywania celów w nocy i przy ograniczonej widzialności, a także zastosowanie na F-16A/B uzbrojenia kierowanego laserwo. W asortymencie tego ostatniego znajduje się przede wszystkim rodzina bomb Paveway II i III, w odmianach GBU-10 (dwie bomby) GBU-16 (cztery) lub GBU-12 (również cztery), a także GBU-24 (dwie). Bomby tego typu mają ładunek burzący lub penetrujący: BLU-109 na niektórych wersjach GBU-10 Paveway II i BLU-113 na bombach GBU-24A/B Paveway III (GBU-24/A ma ładunek burzący). Dzięki zastosowaniu tych bomb F-16A/B MLU mogą precyzyjnie atakować cele naziemne ze średniej i dużej wysokości (w zakresie 4000-10 000 m). Natomiast zastosowanie ładunków penetrujących daje możliwość precyzyjnego atakowania celów umocnionych (bunkrów, podziemnych stanowisk dowodzenia), z tego samego zakresu wysokości, co pozwala uniknąć ognia lekkich środków przeciwlotniczych, w tym artylerii lufowej i rakietowych zestawów plot bliskiego zasięgu. Ponieważ zastosowanie Sharpshootera na jednym samolocie zabezpiecza działanie całej czterosamolotowej grupy, więc Holenderskie Siły Powietrzne (KLu) zakupiły 10 sztuk tych zasobników dla dwóch dywizjonów (planując zastosowanie ich na co czwartym samolocie). Pozostałe trzy dywizjony planowane do przezbrojenia na F-16A/B MLU będą dysponowały 60 nieco gorszymi zasobnikami obserwacji w podczerwieni GEC Marconi Atlantic. Nie zapewniają one podświetlania celów dla bomb kierowanych laserowo, ale umożliwiają wykrywanie celów w poczerwieni i atakowanie ich innymi typami uzbrojenia. Są one przydatne nie tylko w czasie ataków na cele w głębi ugrupowania przeciwnika, ale także do zadań bezpośredniego wsparcia lotniczego, gdy istnieje potrzeba ich wykonania w nocy i przy ograniczonej widzialności. Zasobniki Atlantic mają być rozdzielone po 20, przy czym 18 będzie pozostawiać w bieżącym użyciu (na wszystkich samolotach dywizjonu), a dwa stanowić będą zmagazynowaną rezerwę. Inne państwa nie dokonały jeszcze wyboru zasobników obserwacji w podczerwieni sprzężonych z laserowym dalmierzem/podświetlaczem celu, ale technicznie taka możliwość istnieje i przypuszczalnie także belgijskie, duńskie i norweskie F-16 otrzymają odpowiednie zasobniki (w grę wchodzą, obok wymienionych, także brytyjski TIALD i izraelski Litening).
W przypadku użycia innych typów uzbrojenia kierowanego „powietrze-ziemia”, system celowniczy może je wspomagać wskazaniami stacji radiolokacyjnej, częściowo wyposażonej w zakres syntetycznej apertury podwyższającej rozdzielczość (przy specjalnej technice obserwacji celów w bocznym sektorze przedniej półsfery). Wytworzony i zapamiętany obraz terenu, szczególnie w połączeniu z nałożonym nań obrazem widzianym w podczerwieni, umożliwi wykonanie ataku na wskazane cele innymi rodzajami uzbrojenia kierowanego. Wśród tego ostatniego mają się znajdować bomby rodziny GBU-29/30 JDAM (z zaprogramowanym punktem trafienia, korygowane bezwładnościowym układem nawigacyjnym i systemem GPS). Bomby te mogą zostać zaprogramowane przed lotem na cel o znanym położeniu lub w trakcie lotu, po wskazaniu celu przez pilota. System zapamiętuje bowiem współrzędne geograficzne celu wskazanego bądź za pośrednictwem celownika klasycznego (projektowanego na wskaźniku projekcji czołowej HUD), bądź za pomocą celownika nahełmowego. Zrzut uzbrojenia może nastąpić albo natychmiast (gdy znajduje się on w strefie możliwych dolotów bomb kierowanych JDAM), bądź w kolejnym zajściu, po ponownym wyprowadzeniu samolotu w jego rejon.
Możliwość precyzyjnego pomiaru odległości przez stację radiolokacyjną w połączeniu z nowym komputerem umożliwia też precyzyjne obliczenie punkty upadku bomby niekierowanej z większej, niż dotychczas wysokości. Układ korygowany jest też pomiarem znoszenia samolotu, co częściowo znosi znoszenie bomby przez wiatr (częściowo, gdyż nieznane są kierunki wiatru na mniejszych wysokościach, poniżej przelatującego samolotu).
Innymi typami uzbrojenia, wprowadzonymi na samolotach F-16A/B, są nowe odmiany pocisków AGM-65 Maverick. Dotychczas na F-16A/B stosowano telewizyjne AGM-65A/B i termowizyjne AGM-65D, obecnie doszedł termowizyjny AGM-65G z ponad dwukrotnie silniejszym ładunkiem bojowym (136 kg zamiast 57 kg). Można też stosować pociski AGM-65H (z małą głowicą) lub AGM-65K (z dużą głowicą), pochodzące z przebudowy starszych odmian AGM-65A/B, przy zastosowaniu w nich telewizyjnego układu kierowania, pracującego przy obniżonym poziomie światła. Wszystkie nowe odmiany mają cyfrowe procesory, które mogą być tylko sprzężone z systemami samolotu tylko za pośrednictwem szyn danych MILSTD 1553B, wprowadzonymi na F-16A/B dopiero w odmianie MLU. Wśród pozostałych usprawnień związanych z zastosowaniem Mavericków jest też możliwość skierowania głowicy pocisku celownikiem nahełmowym na cel leżący w granicach strefy rażenia rakiety w przedniej półsferze i zobrazowanie dolnej i górnej granicy strefy odpalenia (13 do 0,5 km przy zwalczaniu celów małowymiarowych i większej, przy ataku do celów o większych rozmiarach).
Dalsze nowe możliwości zwalczania celów naziemnych dotyczą zadań bezpośredniego wsparcia lotniczego. Według taktyki NATO atak w takim przypadku następuje pod kontrolą oficera naprowadzania lotnictwa (Forward Air Controler – FAC), który zajmuje swoje stanowisko na przednim skraju ugrupowania własnych wojsk lądowych i ma z nimi pełną łączność. Zna on też położenie wyznaczonych przez lądowego dowódcę celów dla lotnictwa oraz położenie własnych wojsk, co ułatwia naprowadzenie własnych samolotów i zmniejsza prawdopodobieństwo pomyłki w celowaniu. Dotychczas oficer przekazywał swoje informacje drogą foniczną (przez radio), wyznaczając punkt początkowy drogi bojowej (Initial Point – IP) i cel (Target – TRG). Wyjście na właściwą drogę bojową jest usgodnione z własnymi środkami przeciwlotniczymi, co z kolei pozwala na uniknięcie ostrzelania własnych maszyn. Cała procedura wskazywnia celu była dość skomplikowana i polegała na wyznaczeniu tzw. „odcinka” nad własnym terytorium (odległości między dwoma punktami orientacyjnymi – Orientation Point – OP1 i OP2), który następnie odkładano od IP do celu w osi drogi bojowej (np. 2,5 „odcinka” od IP z kursem 220o). Jednak obecnie zastosowanie IDT (omówionego wcześniej) i zestawu Automatic Targeting Hands-Off System przez FAC, umożliwia przekazanie danych o współrzędnych IP i TRG (nie ma już potrzeby wyznaczania OP) do kabiny F-16A/B MLU. Po otrzymaniu tych danych system kierowania ogniem wskazuje położenie obu punktów za pomocą specjalnych symboli na monitorze zobrazowania sytuacji taktycznej i wskaźniku projekcji czołowej HUD. Pilot, bez długotrwałej korespondencji głosowej z FAC (nadal utrzymują łączność foniczną, by np. przerwać atak w przypadku złego wyjścia na cel lub zmiany sytuacji), wyprowadza samolot na IP i kieruje się w stronę celu bezpośrednio wycelowując uzbrojenie na wskazywany mu cel. W przypadku użycia uzbrojenia kierowanego laserowego możliwe jest też przekazanie cyfrowych kodów podświetlenia, co umożliwia „podjęcie” śledzenia przez bomby Paveway właściwego, opromieniowanego przez wojska lądowe celu.

### Zwiększenie możliwości przenikania i przetrwania nad polem walki
W samolotach F-16A/B MLU dokonano też znacznej modernizacji pokładowego systemu samoobrony WRE. W miejsce dotychczas stosowanego systemu AN/ALR-69 istnieje możliwość wprowadzenia nowego Loral AN/ALR-56M, które jest w stanie wykrywać stacje radiolokacyjne w znacznie szerszym paśmie, w tym na zakresie K, stosowanym w radiolokatorach kierowania ogniem najnowszych zestawów przeciwlotniczych, takich jak Tor czy Tunguska. AN/ALR-56M wykrywa też i śledzi radiolokatory ze zmieniającą się częstotliwością (Frequency Agille). Jednak nie zdecydowano się na tę modernizację, np. Holendrzy unowocześnili swoje AN/ALR-69 do standardu Class IV, z rozszerzonym zakresem częstotliwości i z wymienną biblioteką danych o środkach przeciwnika. Przypuszczalnie pozostałe państwa także zdecydują się na to rozwiązanie, które zbliża możliwości AN/ALR-69 do AN/ALR-56M (stosowanego na amerykańskich F-16C/D Block 40/42/50/52), za znacznie niższą cenę.
Ponadto urządzeniem współpracuje z przystawką ostrzegającą przed odpaleniem pocisków przeciwlotniczych (składa się ono z kilku czujników pasma nadfioletowego, wykrywa odpalone pociski przeciwlotnicze) – Missile Aproach Warning System. MAWS umożliwia też automatyczne sterowanie pracą aktywnych i pasywnych środków przeciwdziałania, w tym odpalenie dipoli i flar, w różnych możliwych sekwencjach.
Na zewnętrznych belkach podskrzydłowych na uzbrojenie zamontowano też dwa wyrzutniki flar i dipoli AN/ALE-50. W zasobnikach tych stosuje się flary dużego kalibru, dające lepszą osłonę przed pociskami kierowanymi na podczerwień nowszych typów (np. Stinger czy Igła). Ponadto każdy z wyrzutników dysponuje też holowanym celem pozornym, co stanowi nowość na samolotach pochodzenia amerykańskiego (holowane cele pozorne wprowadzono najpierw na brytyjskich Tornado F.3).
Kolejne zmiany zaszły w układzie przeciwdziałania aktywnego. Przede wszystkim zmodernizowano używane obecnie przez NATOwskich użytkowników F-16A/B zasobnika AN/ALQ-131 do standardu AN/ALQ-131(V)2 (nazywane też Block 2). Także i w tym urządzeniu poszerzono zakres częstotliwości przeciwdziałania (zakłóceń) o zakres K, a także wprowadzono nowy procesor, zapobiegający zakłócaniom przez zasobnik własnych środków radioelektronicznych. AN/ALQ-131 jest trójpasmowym zasobnikiem zakłóceń mylących, mogącym jednocześnie zakłócać po jednym środku radioelektronicznym w każdych z trzech pasm (cały zakres UKF, objęty przeciwdziałaniem podzielono na trzy zakresy). AN/ALQ-131 może być sterowany ręcznie, a częściowo także automatycznie przez AN/ALR-69 Class IV.
Ponieważ AN/ALQ-131 podwieszany jest na centralnym zaczepie podkadłubowym, to na samolocie zamontowano też integralne urządzenie zakłócające AN/ALQ-162. Umożliwia to zwolnienie zaczepu podkadłubowego np. dla dodatkowego zbiornika paliwowego lub dla zasobnika rozpoznawczego. Jednak ALQ-162 nie dysponuje takimi możliwościami jak ALQ-131, i dlatego zalecane jest stosowanie do większości misji (kiedy to jest tylko możliwe) także zasobnika.
Kolejną sprawą jest możliwość przenoszenia przez samoloty F-16A/B MLU pocisków przeciwradiolokacyjnych AGM-88 HARM. Samolot nie przenosi jednak typowego dla F-16C/D Block 50/52 urządzenia AN/ASQ-213 HTS (Harm Targeting System) i zastosowanie pocisków jest ograniczone do samoobrony samolotu (bez analizy położenia celu i bez możliwości podania do pocisku współrzędnych położenia celu). Jednak zabranie dwóch AGM-88 HARM podnosi zdolności przenikania systemu OPL przeciwnika przez samoloty F-16A/B MLU.